# Römisch-katholische Kirche in Deutschland

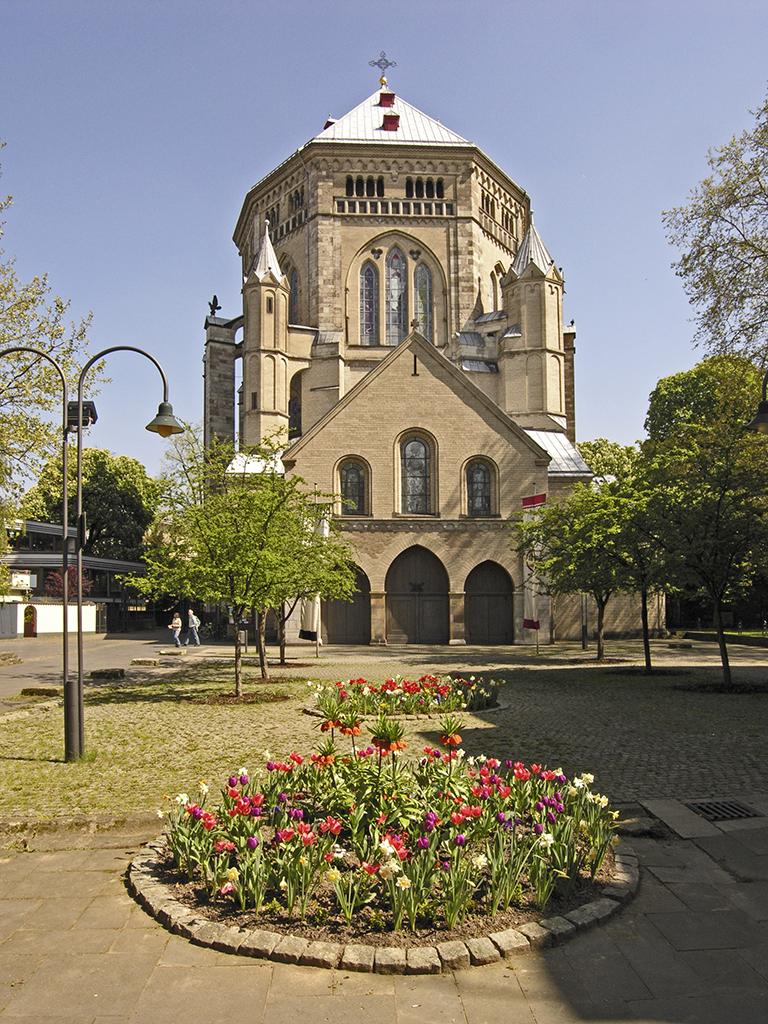
St. Gereon in Köln aus dem 4. Jahrhundert, eine der ältesten römisch-katholischen Kirchen Deutschlands

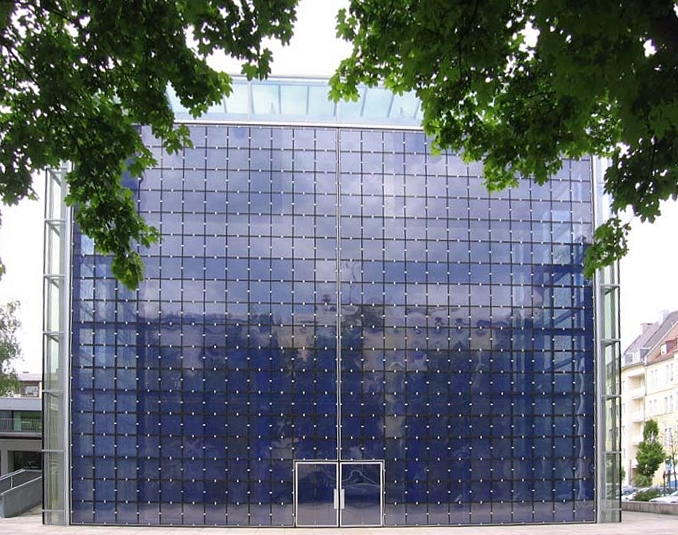
Die Herz-Jesu-Kirche in München

Die römisch-katholische Kirche in Deutschland ist eine der beiden großen christlichen Konfessionen in Deutschland. Sie ist in 27 Diözesen organisiert.
Für 2024 gibt die Deutsche Bischofskonferenz die Kirchenmitgliederzahl mit 19.769.237 an, was 23,7 % der Gesamtbevölkerung entspricht. Für das Jahr 2023 gab die Deutsche Bischofskonferenz die Mitgliederzahl noch mit 20.345.872 an, was 24 % der Gesamtbevölkerung entsprochen hatte. Im Jahr 2016 waren 53 % der Katholiken weiblich, 47 % männlich. Im Jahr 2020 hatten 84 % der Katholiken in Deutschland allein die deutsche Staatsangehörigkeit, 16 % hatten daneben oder ausschließlich eine ausländische Staatsangehörigkeit.
Obwohl die römisch-katholische Kirche ihrem Selbstverständnis nach weltumspannend ist (das altgriechische Wort katholikos bedeutet „allgemein“) und keine Nationalkirchen bildet, sind in den einzelnen Ländern Unterschiede und Eigenheiten wahrnehmbar.

## Definition
In diesem Artikel wird mit dem Begriff „katholische Kirche Deutschlands“ die römisch-katholische Kirche in der Bundesrepublik Deutschland bezeichnet, nicht jedoch die Alt-Katholische Kirche in Deutschland. Der Regionalkalender für das deutsche Sprachgebiet dagegen gilt auch für Österreich, die Schweiz, Liechtenstein, Luxemburg, das deutschsprachige Belgien und Südtirol, für die alle zusammen auch der Salzburger Erzbischof nach wie vor den Titel Primas Germaniae innehat. Mit diesem Titel sind allerdings keine Rechte mehr verbunden.

## Organisation und Statistik
Die Katholiken in Deutschland leben in 9.418 Pfarreien und sonstigen Seelsorgsstellen (Stand: 31. Dezember 2023), die in Dekanaten und Pfarrverbänden zusammengeschlossen sind und zu einem der 27 Erzbistümer oder Bistümer gehören.
Die Bistümer bilden die Deutsche Bischofskonferenz und sind im Verband der Diözesen Deutschlands als Rechtsträger organisiert. Derzeitiger Vorsitzender ist der Limburger Bischof Georg Bätzing. Des Weiteren existiert für die Bistümer des kirchlichen Bayern die Freisinger Bischofskonferenz unter dem Vorsitz des Erzbischofs von München und Freising Reinhard Kardinal Marx. Der Heilige Stuhl ist in Deutschland durch den Apostolischen Nuntius, aktuell Erzbischof Nikola Eterović, vertreten. Als Oberhaupt der katholischen Weltkirche hat der Papst auf Grund seines Jurisdiktionsprimats auch in den Teilkirchen ein Weisungsrecht.
Für die Soldaten der Bundeswehr und deren Familien gibt es das Deutsche Militärordinariat mit Sitz in Berlin. Es ist unterteilt in vier Dekanate. Das Militärordinariat ist immediat dem Heiligen Stuhl unterstellt und ernennt einen eigenen Generalvikar. Seit 2011 ist der Essener Bischof Franz-Josef Overbeck Militärbischof.
Die Bischöfe werden auf Grund der verschiedenen Konkordate von den Domkapiteln auf Grund eines Dreiervorschlags der Römischen Kurie gewählt und anschließend vom Papst ernannt, wobei den Regierungen der Länder ein sogenanntes Erinnerungsrecht in unterschiedlicher Ausführung zugestanden wurde. Im „kirchlichen Bayern“ (Bayern sowie die Pfalz (Bayern)) erhält der Papst einen Dreiervorschlag vom Domkapitel, ist dann aber in seiner Ernennung frei.
Eine Besonderheit der deutschen Kirche ist die weitverzweigte Organisation der Laien in eigenen Gremien. Die Pfarrgemeinderäte werden von den Katholiken der einzelnen Pfarreien gewählt (in der Regel aktives Wahlrecht ab 16 und passives ab 18 Jahren); die Pfarrer berufen noch Mitglieder hinzu. Von den Pfarrgemeinderäten werden Dekanatsräte gewählt, und dann wiederum die Diözesanräte und das Zentralkomitee der deutschen Katholiken (ZdK). Derzeit ist Irme Stetter-Karp Präsidentin des ZdK. Ihm gehören circa 230 Mitglieder aus verschiedensten Bereichen der Kirche und der Gesellschaft an.
In Deutschland existiert ein Kirchensteuersystem, welches den deutschen Bistümern im Vergleich mit den Bistümern anderer Länder zu einer gewissen Finanzkraft verhilft.

### Kleriker, geweihtes Leben, haupt- und ehrenamtliche Mitarbeiter
69 Bischöfe sind Mitglied der Vollversammlung der Deutschen Bischofskonferenz (Stand September 2019), es gab 2019 10.891 Welt- und 2.092 Ordenspriester (zusammen 12.983, davon 8.323 im aktiven pastoralen Dienst) und 3.335 Ständige Diakone. In Ordensgemeinschaften lebten 2024 3.161 Männer (2.407 Priester) in 369 klösterlichen Niederlassungen und 9.497 Frauen (1995 gab es 38.293 Ordensfrauen in Deutschland, die überwiegend apostolisch tätigen Gemeinschaften angehören). Im Jahr 2017 gehörten 1.396 Personen Säkularinstituten an. Opus Dei hatte 2006 knapp 600 Mitglieder und außerdem mehr als 400 aktive Mitarbeiter. Darüber hinaus leben in den deutschen Diözesen etwa 170 geweihte Jungfrauen und zwischen 70 und 80 Diözesaneremiten.
Zahlenmäßig stärkste Ordensgemeinschaften in der Bundesrepublik Deutschland sind nach den Benediktinern (486) und Franziskanern (424) die Jesuiten (195). 51 % der Ordensmänner und 18 % der Ordensfrauen sind unter 65 Jahre alt. Es gibt derzeit 45 Novizinnen.
Die katholische Kirche beschäftigte darüber hinaus in Deutschland 2019 3.267 Pastoralreferenten und Pastoralassistenten (1.729 Männer, 1.538 Frauen) und 4.499 Gemeindereferenten und Gemeindeassistenten (966 Männer, 3.533 Frauen).
Weitere Beschäftigte in „Folgediensten“ sind tätig als Kirchenmusiker, Küster, Verwaltungsangestellte und in der Kirche angeschlossenen Einrichtungen und Organisationen (z. B. Caritas mit seinen Diözesan- und Fachverbänden, Altenheime, Krankenhäuser, Kindergärten, Schulen und Bildungseinrichtungen). Insgesamt stehen etwa 100.000 Menschen in hauptamtlichen kirchlichen Diensten. Die Zahl der Ehrenamtlichen in der Jugend-, Sozial- und Altenarbeit, in Beratungs- und Leitungsgremien, als Ministranten, Mitglieder in Chören usw. geht in die Millionen.
Die Beschäftigten, auch Dienstnehmende genannt, dürfen nicht streiken und unterliegen keinem Tarifvertrag. Man spricht hier auch vom dritten Weg.

Katholischer Bevölkerungsanteil nach Diözesen (2012)

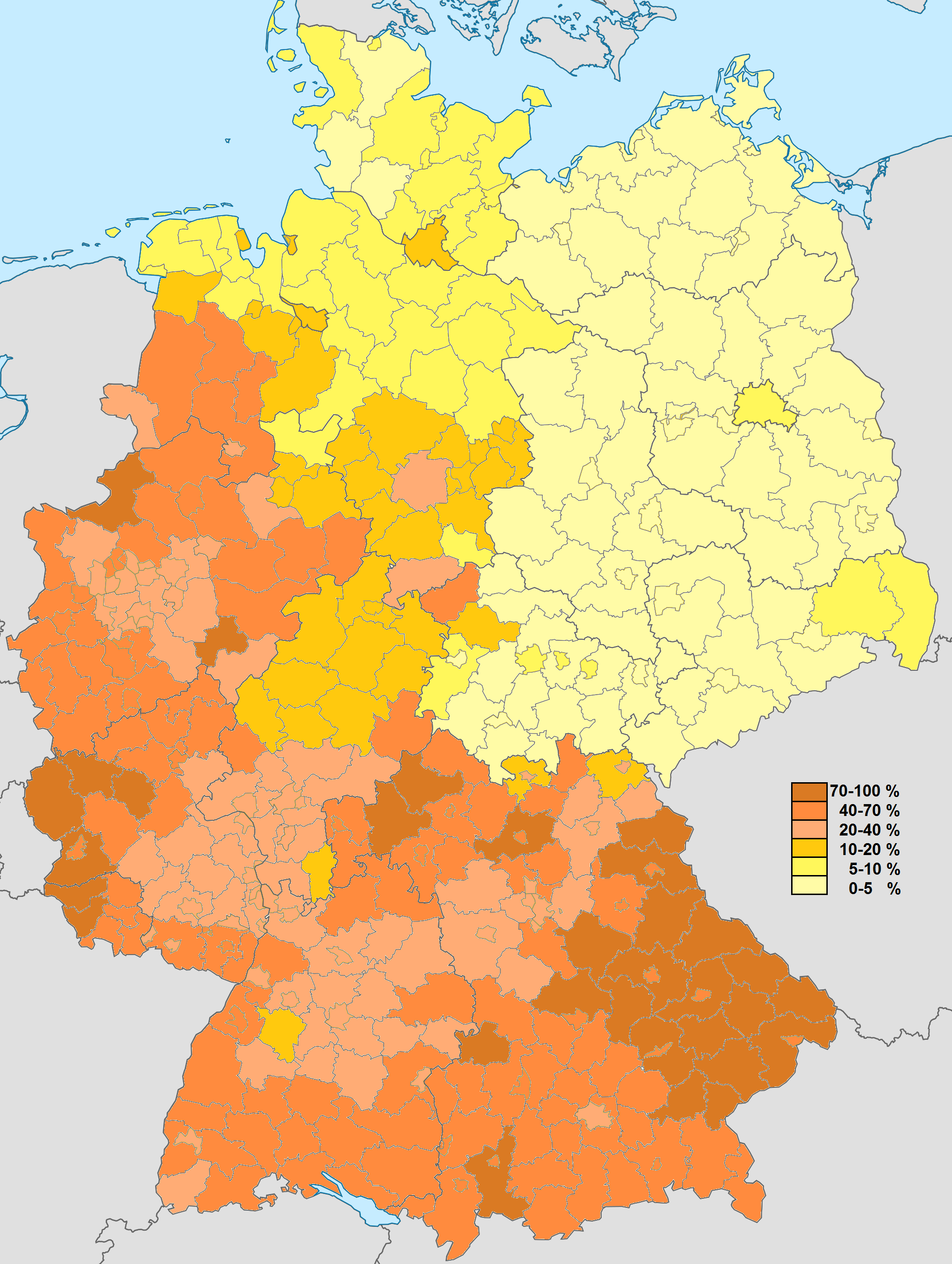
Katholischer Bevölkerungsanteil nach Landkreisen (Zensus 2011)

### Konfessionelle Einordnung
Infolge des im Augsburger Religionsfrieden und im Westfälischen Frieden festgelegten Regionalprinzips ist Deutschland immer noch konfessionell regional getrennt. Diese Spaltung ist jedoch nach der Integration der Heimatvertriebenen und Flüchtlinge aus den Ostgebieten des Deutschen Reiches nach dem Zweiten Weltkrieg weniger ausgeprägt als noch zu Anfang des 20. Jahrhunderts. Man kann den Süden und Westen als tendenziell katholisch bezeichnen (z. B. Bistum Passau mit 74,1 %, Bistum Aachen 50,8 % Katholikenanteil 2018). Die Einwohner der neuen Bundesländer sowie Berlins, Schleswig-Holsteins, Hamburgs und Bremens gehören überwiegend keiner der (beiden großen) christlichen Konfessionen an (Stand 2019).

### Formen und Grad der Teilhabe am kirchlichen Leben
Die Zahl der Besucher der sonntäglichen Messfeier nahm in den letzten Jahren stark ab und betrug nach Angaben der Deutschen Bischofskonferenz 2023 noch 6,2 % der Kirchenmitglieder (entspricht ca. 1,27 Mio.) gegenüber 21,9 % der Kirchenmitglieder im Jahre 1990.
2023 wurden 131.245 Menschen getauft. Die Zahl der kirchlichen Trauungen betrug 27.565. Es fanden 151.835 Erstkommunionen, 105.942 Firmungen und 226.179 kirchliche Begräbnisfeiern statt.
Seit einiger Zeit ist die Zahl der Sterbefälle und Kirchenaustritte aus der römisch-katholischen Kirche deutlich höher als die der Taufen, Neuaufnahmen durch Konversion und Wiedereintritte. 2010 erklärten infolge der in diesem Jahr bekannt gewordenen Missbrauchsfälle 181.193 Menschen ihren Austritt, ein Anstieg von 47 % verglichen mit dem Jahr 2009. Die im Durchschnitt höhere Zahl von Kirchenaustritten in der heute etwa gleich großen evangelischen Kirche in Deutschland (EKD) und der höhere Katholikenanteil unter den Einwanderern führte dazu, dass die EKD heute ca. zwei Millionen weniger Mitglieder hat als die römisch-katholische Kirche.
Dies ist auch bemerkenswert, da 1990 die früher vorwiegend protestantisch geprägten ostdeutschen Bundesländer hinzugekommen sind, deren Bevölkerung heute aber mehrheitlich konfessionslos ist. Im Jahr 2014 erreichte die Zahl der Austritte mit 217.716 bzw. 0,9 % einen neuen absoluten Höchstwert, es gab 2.809 Eintritte und 6.314 Wiedereintritte.
Im Jahr 2019 betrug die Zahl der Austritte 272.668; es gab 2.330 Eintritte und 5.339 Wiedereintritte.
In einer repräsentativen Umfrage des Institutes für Demoskopie Allensbach, die im kirchlichen Auftrag im Oktober und November 2009 durchgeführt wurde, bezeichneten sich 17 Prozent der Katholiken als „gläubige Kirchennahe“ (zum Vergleich: 7 % der Protestanten). 37 % der Befragten nannten sich „kritisch kirchenverbunden“ sowie 32 % als „kirchlich distanziert“. 6 % Prozent der Katholiken definierten sich als „nicht religiös“, während 3 % sich als „religiös, aber nicht christlich“ und weitere 5 % als „glaubensunsicher“ bezeichnen. Zugleich zeigte sich eine große Unzufriedenheit mit bestimmten Lehrmeinungen. Mit der Lehre zur Empfängnisverhütung zeigten sich nur 9 % zufrieden, die kirchliche Position zur Homosexualität teilten 17 % der Katholiken. Mit dem Zölibat waren 13 % einverstanden, mit der Rolle von Frauen in der römisch-katholischen Kirche 19 %. Höhere Zustimmungswerte gab es für das karitative Engagement (86 %), das Einsetzen für Frieden (77 %) und Menschenrechte (68 %), humane Arbeitsbedingungen (65 %) sowie der Haltung zur Erziehung und Wertevermittlung (54 %).
Der Anteil von fremdsprachigen Katholiken an der Gesamtzahl der Katholiken in Deutschland lag 2016 bei 14 %. Gegenüber 2015 erhöhte sich ihre Zahl um rund 45.000 auf 3,36 Millionen (0,6 %-Punkte).

### Prognose
Laut einer vom Forschungszentrum Generationenverträge (FZG) der Albert-Ludwigs-Universität Freiburg erstellten koordinierten Mitglieder- und Kirchensteuervorausberechnung für die katholische und evangelische Kirche in Deutschland wird sich die Zahl der Kirchenmitglieder in Deutschland bis 2035 um 20 Prozent und bis 2060 um 48 Prozent verringern. Die Zahl der Katholiken werde von 23,3 Millionen im Jahr 2017 auf 18,6 Millionen 2035 (minus 21 Prozent) und 2060 auf 12,2 Millionen sinken.
Im Jahr 2023 erfolgten 402.694 Kirchenaustritte aus der katholischen Kirche Deutschlands.

## Geographische Gliederung
Die römisch-katholische Kirche besteht in Deutschland aus sieben Kirchenprovinzen mit insgesamt 27 Diözesen. Das älteste deutsche Bistum ist das Bistum Trier, das bereits im 3. Jahrhundert gegründet wurde. Bedeutend unter den Bistümern sind die Erzbistümer Köln, München-Freising und Berlin, deren Erzbischöfen traditionell der Titel eines Kardinals verliehen wird und die als Metropoliten eine Vorrangstellung haben. Seit dem 12. Jahrhundert führt die Stadt Köln sogar die Bezeichnung „Sancta“ im Stadtnamen Sancta Colonia Dei Gratia Romanae Ecclesiae Fidelis Filia („Heiliges Köln von Gottes Gnaden, der Römischen Kirche getreue Tochter“) im Volksmund noch „et Hillije Kölle“ genannt. Das Bistum Mainz hat das alte Vorrecht, sich „Heiliger Stuhl von Mainz“ zu nennen, was keinem anderen Bistum der Welt außer Rom zukommt. Des Weiteren kommt den Bischöfen des Erzbistums Paderborn sowie des Bistums Eichstätt als zwei von vier Bistümern weltweit das Recht zu, als besonderes Würdezeichen das Rationale zu tragen.

### Überblick über die Kirchenprovinzen in Deutschland
| Nummer | Kirchenprovinz       | Errichtung  | Metropolit                   | Suffraganbistümer                  | Suffraganbischöfe                                                         | Lage der Metropolie in Deutschland |
| ------ | -------------------- | ----------- | ---------------------------- | ---------------------------------- | ------------------------------------------------------------------------- | ---------------------------------- |
| 1      | Bamberg              | 1818        | Herwig Gössl                 | Eichstätt Würzburg Speyer          | vakant Franz Jung Karl-Heinz Wiesemann                                    |                                    |
| 2      | Berlin               | 1994        | Heiner Koch                  | Dresden-Meißen Görlitz             | Heinrich Timmerevers Wolfgang Ipolt                                       |                                    |
| 3      | Freiburg             | 1827        | Stephan Burger               | Mainz Rottenburg-Stuttgart         | Peter Kohlgraf Klaus Krämer                                               |                                    |
| 4      | Hamburg              | 1995        | Stefan Heße                  | Hildesheim Osnabrück               | Heiner Wilmer SCJ Dominicus Meier OSB                                     |                                    |
| 5      | Köln                 | 795         | Rainer Maria Kardinal Woelki | Aachen Essen Limburg Münster Trier | Helmut Dieser Franz-Josef Overbeck Georg Bätzing vakant Stephan Ackermann |                                    |
| 6      | München und Freising | 1817 / 1821 | Reinhard Kardinal Marx       | Augsburg Regensburg Passau         | Bertram Meier Rudolf Voderholzer Stefan Oster SDB                         |                                    |
| 7      | Paderborn            | 1930        | Udo Markus Bentz             | Erfurt Fulda Magdeburg             | Ulrich Neymeyr Michael Gerber Gerhard Feige                               |                                    |

### Überblick über die Diözesen in Deutschland
| Nummer | Erzbistum/Bistum               | Gründung     | Zahl der Katholiken in Tsd. (2019) | Amtierender Bischof                                        | Amtierende Weihbischöfe                                      | Kathedrale                                                        | Lage des Bistums in Deutschland | Wappen |
| ------ | ------------------------------ | ------------ | ---------------------------------- | ---------------------------------------------------------- | ------------------------------------------------------------ | ----------------------------------------------------------------- | ------------------------------- | ------ |
| 1      | Erzbistum Bamberg              | 1007         | 657                                | Herwig Gössl                                               | —                                                            | Bamberger Dom                                                     |                                 |        |
| 2      | Bistum Eichstätt               | 740          | 387                                | vakant                                                     | —                                                            | Eichstätter Dom                                                   |                                 |        |
| 3      | Bistum Speyer                  | 346 610 1817 | 507                                | Karl-Heinz Wiesemann                                       | Otto Georgens                                                | Speyerer Dom                                                      |                                 |        |
| 4      | Bistum Würzburg                | 742          | 720                                | Franz Jung                                                 | Paul Reder                                                   | Würzburger Dom                                                    |                                 |        |
| 5      | Erzbistum Berlin               | 1930         | 400                                | Heiner Koch                                                | Matthias Heinrich                                            | Kathedrale St. Hedwig                                             |                                 |        |
| 6      | Bistum Dresden-Meißen          | 968 1921     | 140                                | Heinrich Timmerevers                                       | —                                                            | Kathedrale Ss. Trinitatis Bautzener Dom (Konkathedrale)           |                                 |        |
| 7      | Bistum Görlitz                 | 1972 1994    | 30                                 | Wolfgang Ipolt                                             | —                                                            | Kathedrale St. Jakobus                                            |                                 |        |
| 8      | Erzbistum Freiburg             | 1827         | 1793                               | Stephan Burger                                             | Peter Birkhofer Christian Würtz                              | Freiburger Münster                                                |                                 |        |
| 9      | Bistum Mainz                   | 350 745      | 702                                | Peter Kohlgraf                                             | —                                                            | Mainzer Dom                                                       |                                 |        |
| 10     | Bistum Rottenburg-Stuttgart    | 1828         | 1788                               | Klaus Krämer                                               | Thomas Maria Renz Matthäus Karrer Gerhard Schneider          | Rottenburger Dom Domkirche St. Eberhard Stuttgart (Konkathedrale) |                                 |        |
| 11     | Erzbistum Hamburg              | 831 1995     | 391                                | Stefan Heße                                                | Horst Eberlein                                               | St.-Marien-Dom                                                    |                                 |        |
| 12     | Bistum Hildesheim              | 815          | 581                                | Heiner Wilmer SCJ                                          | —                                                            | Hildesheimer Dom                                                  |                                 |        |
| 13     | Bistum Osnabrück               | 783          | 547                                | Dominicus Meier OSB                                        | Johannes Wübbe                                               | Osnabrücker Dom                                                   |                                 |        |
| 14     | Erzbistum Köln                 | 313 795      | 1906                               | Rainer Maria Kardinal Woelki                               | Rolf Steinhäuser Dominik Schwaderlapp Ansgar Puff            | Kölner Dom                                                        |                                 |        |
| 15     | Bistum Aachen                  | 1802 1930    | 1004                               | Helmut Dieser                                              | Karl Borsch                                                  | Aachener Dom                                                      |                                 |        |
| 16     | Bistum Essen                   | 1958         | 739                                | Franz-Josef Overbeck Militärbischof                        | Ludger Schepers Andreas Geßmann                              | Essener Münster                                                   |                                 |        |
| 17     | Bistum Limburg                 | 1827         | 593                                | Georg Bätzing Vorsitzender der Deutschen Bischofskonferenz | Thomas Löhr                                                  | Limburger Dom                                                     |                                 |        |
| 18     | Bistum Münster                 | 805          | 1824                               | vakant                                                     | Christoph Hegge Wilfried Theising Stefan Zekorn Rolf Lohmann | Münsteraner Dom                                                   |                                 |        |
| 19     | Bistum Trier                   | 250          | 1311                               | Stephan Ackermann                                          | Jörg Michael Peters Robert Brahm                             | Trierer Dom                                                       |                                 |        |
| 20     | Erzbistum München und Freising | 723 739      | 1645                               | Reinhard Kardinal Marx                                     | Wolfgang Bischof Rupert Graf zu Stolberg-Stolberg            | Liebfrauendom München Freisinger Dom (Konkathedrale)              |                                 |        |
| 21     | Bistum Augsburg                | 304 738 739  | 1266                               | Bertram Meier                                              | Anton Losinger Florian Wörner                                | Augsburger Dom Basilika St. Peter Dillingen (Konkathedrale)       |                                 |        |
| 22     | Bistum Passau                  | um 400 739   | 457                                | Stefan Oster SDB                                           | —                                                            | Passauer Dom                                                      |                                 |        |
| 23     | Bistum Regensburg              | 652 739      | 1143                               | Rudolf Voderholzer                                         | Reinhard Pappenberger Josef Graf                             | Regensburger Dom                                                  |                                 |        |
| 24     | Erzbistum Paderborn            | 799          | 1466                               | Udo Markus Bentz                                           | Matthias König Josef Holtkotte                               | Paderborner Dom                                                   |                                 |        |
| 25     | Bistum Erfurt                  | 742 1994     | 144                                | Ulrich Neymeyr                                             | Reinhard Hauke                                               | Erfurter Dom                                                      |                                 |        |
| 26     | Bistum Fulda                   | 744 1752     | 377                                | Michael Gerber                                             | Karlheinz Diez                                               | Fuldaer Dom                                                       |                                 |        |
| 27     | Bistum Magdeburg               | 968 1994     | 79                                 | Gerhard Feige                                              | —                                                            | Kathedrale St. Sebastian                                          |                                 |        |

## Geschichte

### Bis zur Reformation

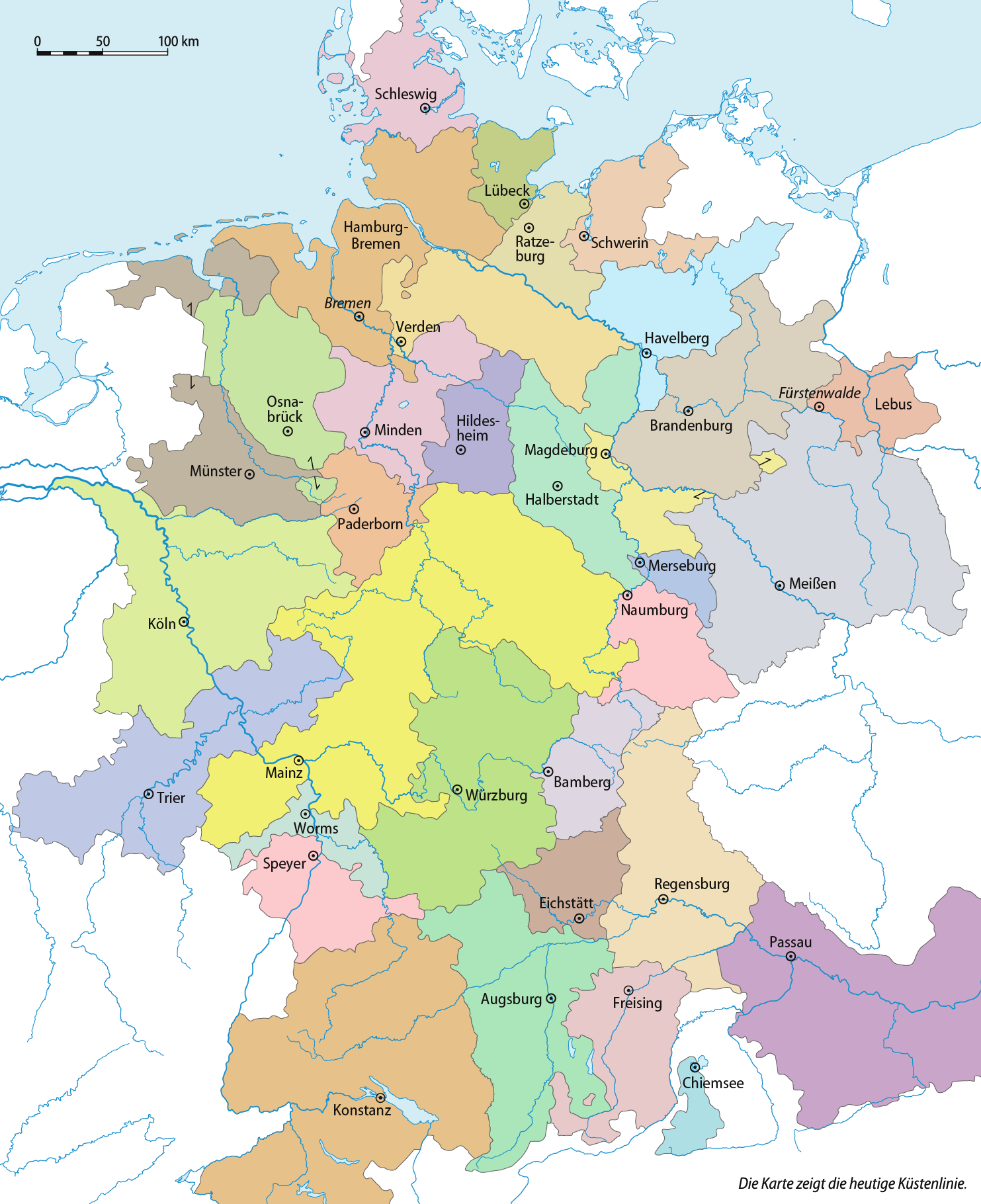
Diözesen im Gebiet des heutigen Deutschland bis zur Reformation

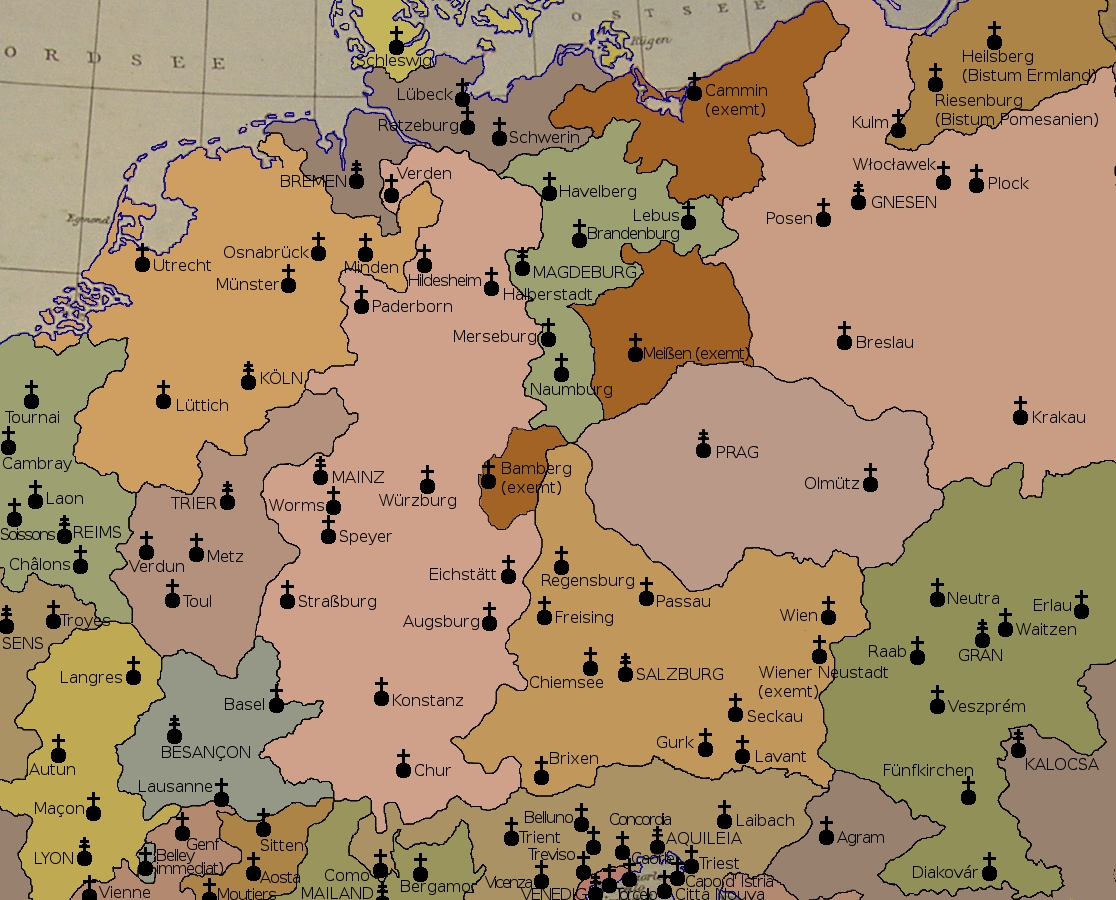
Kirchenprovinzen und Bischofssitze in Mitteleuropa um 1500

Die Geschichte der katholischen Kirche in Deutschland begann bereits in römischer Zeit. Das erste heute bekannte Bistum war das Bistum Trier, das im 3. Jahrhundert entstand. Kurz danach wurden weitere Bistümer wie Köln, um 300, und im 4. Jahrhundert Mainz, gegründet. Mit dem Ende des Römischen Reiches kam es jedoch zu einem Stillstand der Mission, die auch nicht durch iroschottische Missionsversuche wieder belebt wurden. Erst mit dem hl. Bonifatius kam es zu neuen Missionen mit Bistumsgründungen. Als erste Kirchenprovinzen wurden Mainz, Köln und Trier errichtet. Doch auch in den folgenden Jahrhunderten war die Macht der Bischöfe durch zahlreiche mächtige Klöster eingeschränkt. Mit dem ausgehenden 10. Jahrhundert begann die Osterweiterung des Reiches. Auch sie führte zu neuen Missionen und Bistumsgründungen, so dass man die Grundstruktur der katholischen Kirche in Deutschland mit dem frühen 12. Jahrhundert als abgeschlossen betrachten kann. Eine Besonderheit bilden hierbei die zumeist großflächigen Diözesen, welche in ihrer Größe nicht mit italienischen oder französischen Bistümern zu vergleichen sind. Primas Germaniae, schon damals ein reiner Ehrentitel, wurde der Erzbischof von Magdeburg.

Patriarchat Aquileia
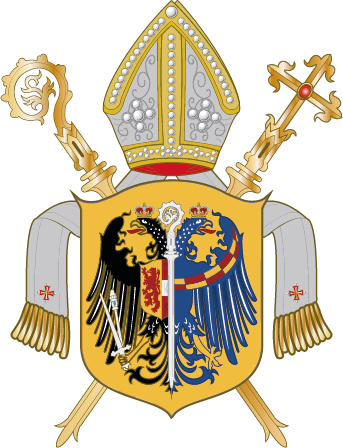
Laibach
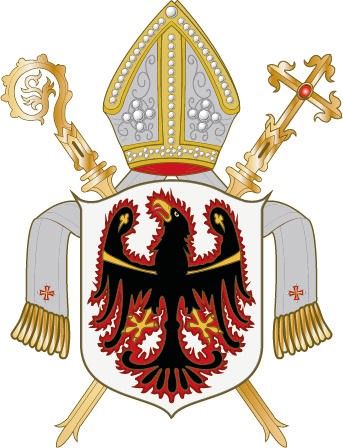
Trient

Kirchenprovinz Besançon
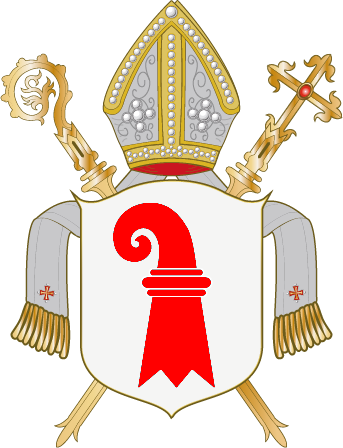
Basel
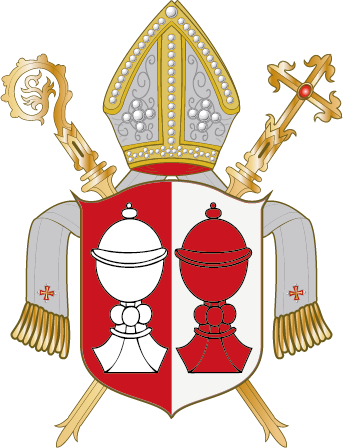
Lausanne

Kirchenprovinz Bremen
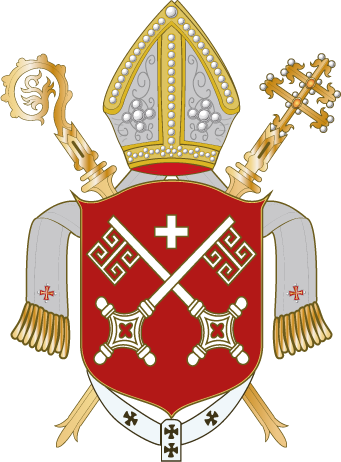
Erzbistum Bremen(-Hamburg)
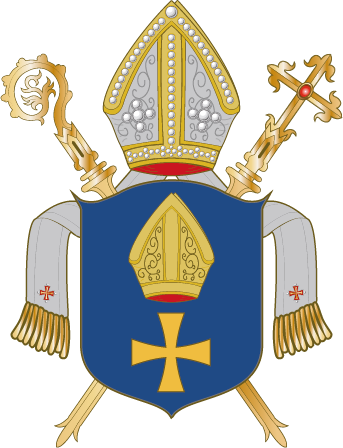
Lübeck
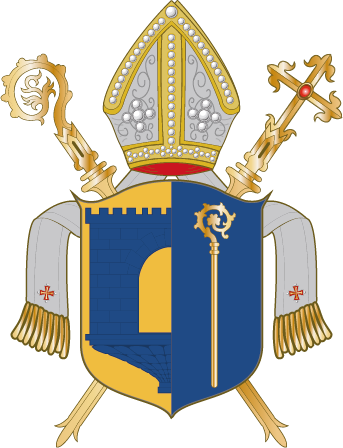
Ratzeburg
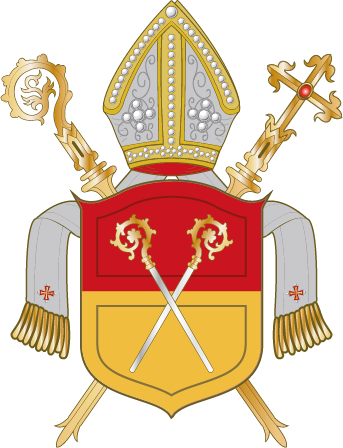
Schwerin

Kirchenprovinz Gnesen
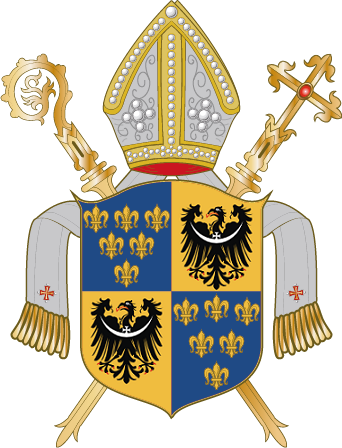
Breslau

Kirchenprovinz Köln
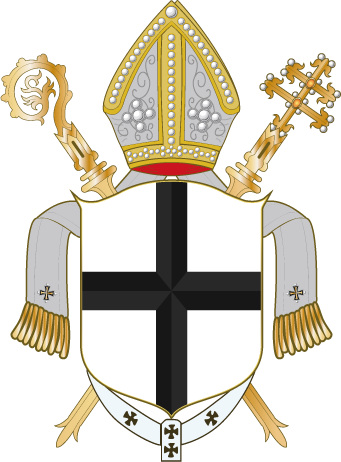
Erzbistum Köln
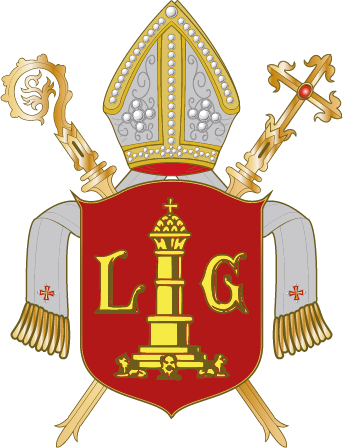
Lüttich
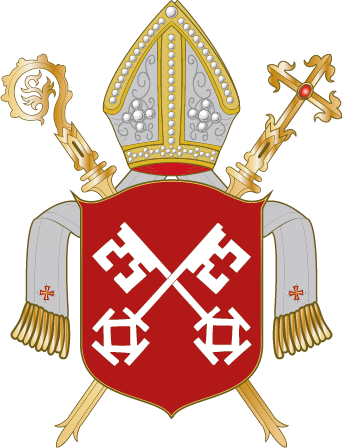
Minden
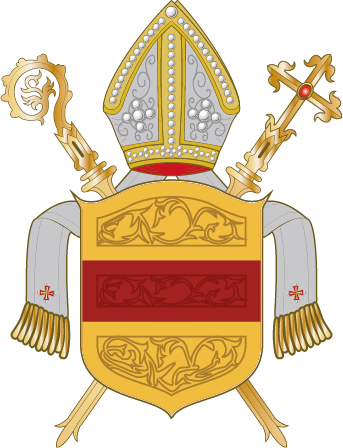
Münster
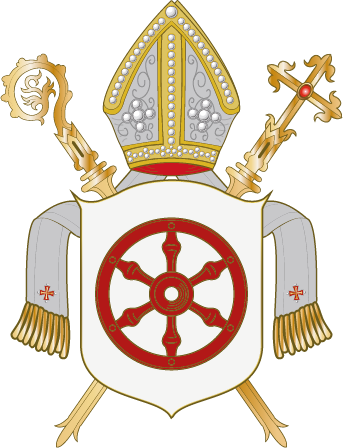
Osnabrück
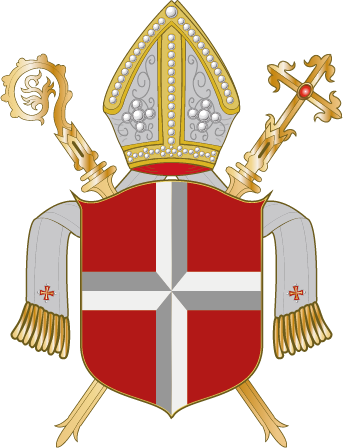
Utrecht

Kirchenprovinz Magdeburg
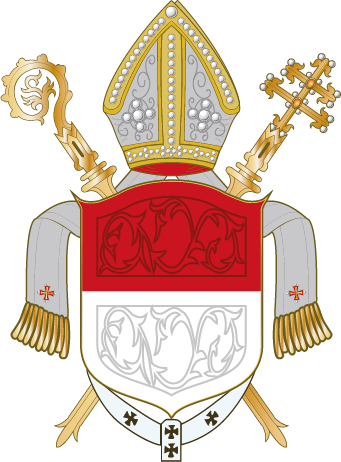
Erzbistum Magdeburg
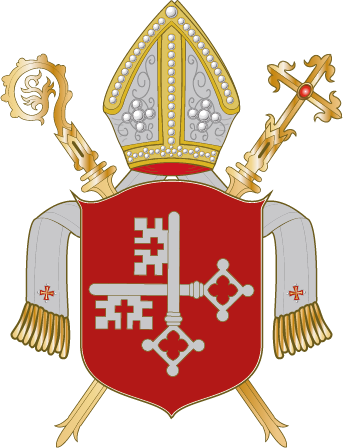
Brandenburg
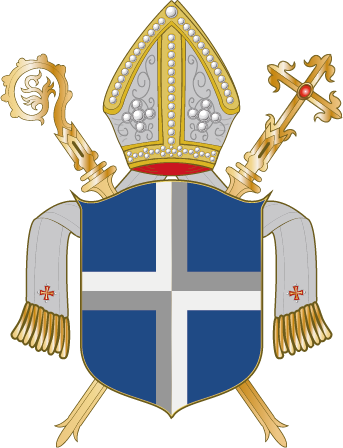
Havelberg
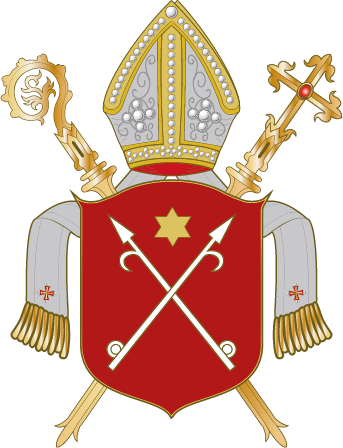
Lebus (ab 1424, zuvor Gnesen unterstellt)
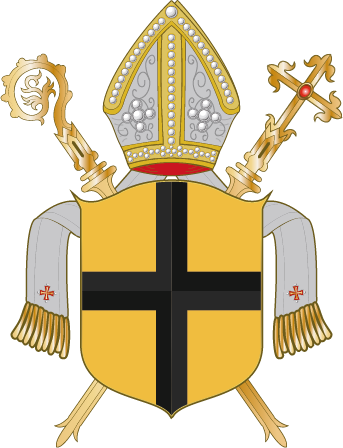
Merseburg
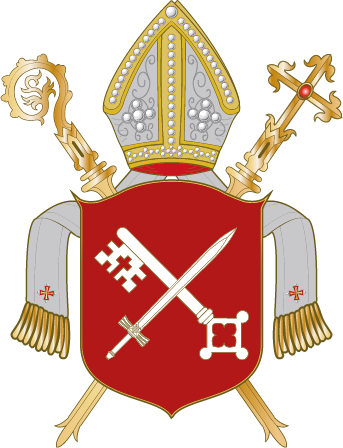
Naumburg

Kirchenprovinz Mainz
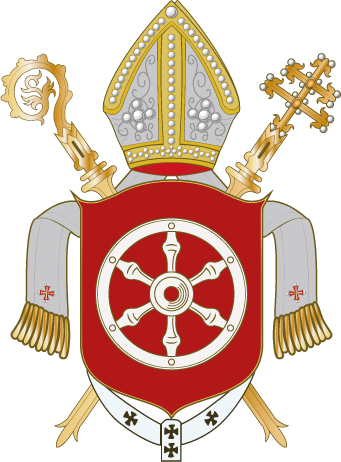
Erzbistum Mainz
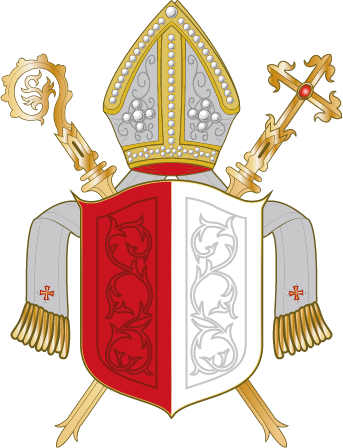
Augsburg
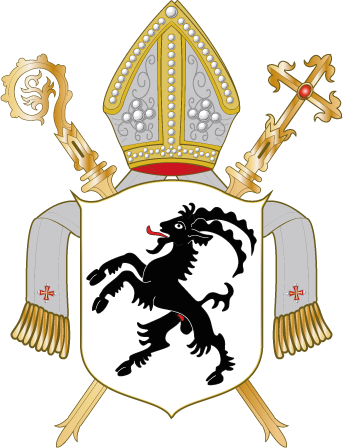
Chur
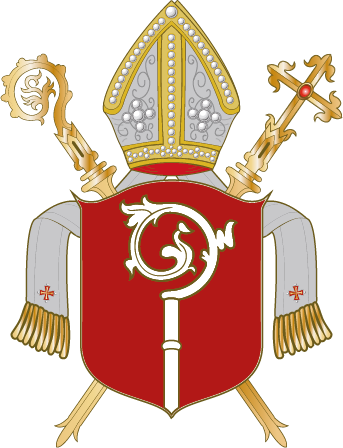
Eichstätt
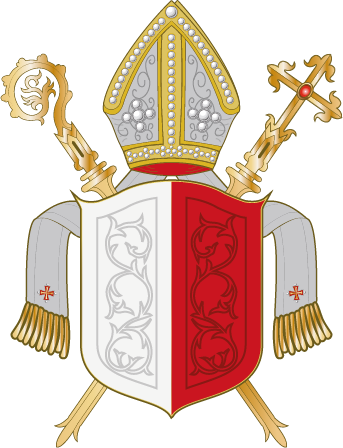
Halberstadt
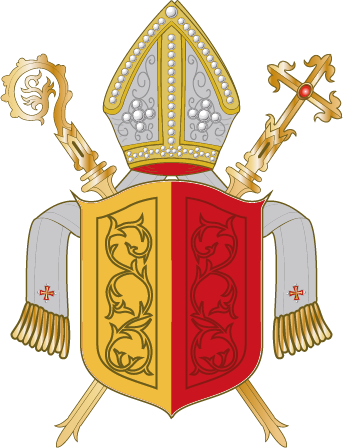
Hildesheim
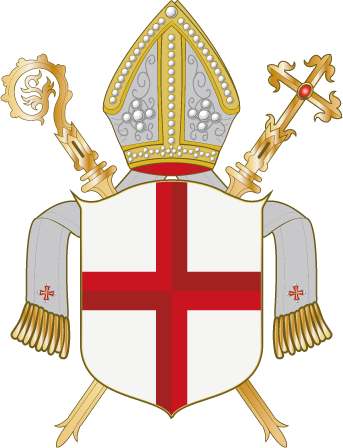
Konstanz
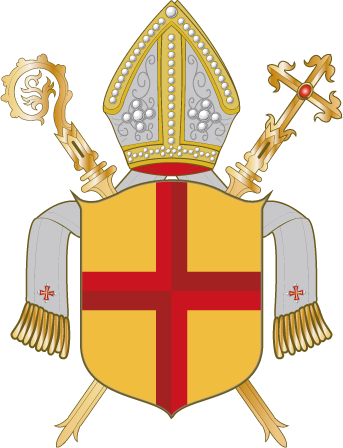
Paderborn
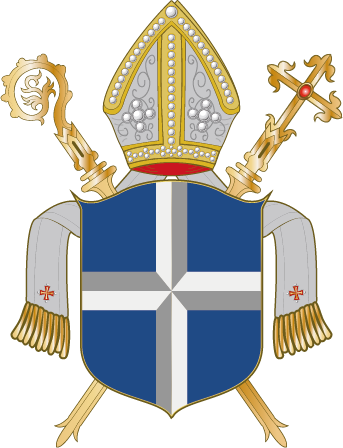
Speyer
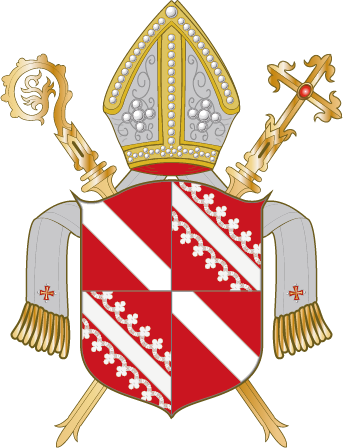
Straßburg
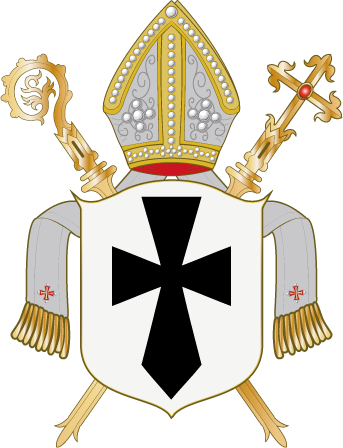
Verden
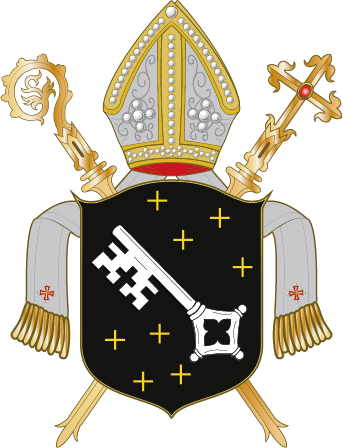
Worms
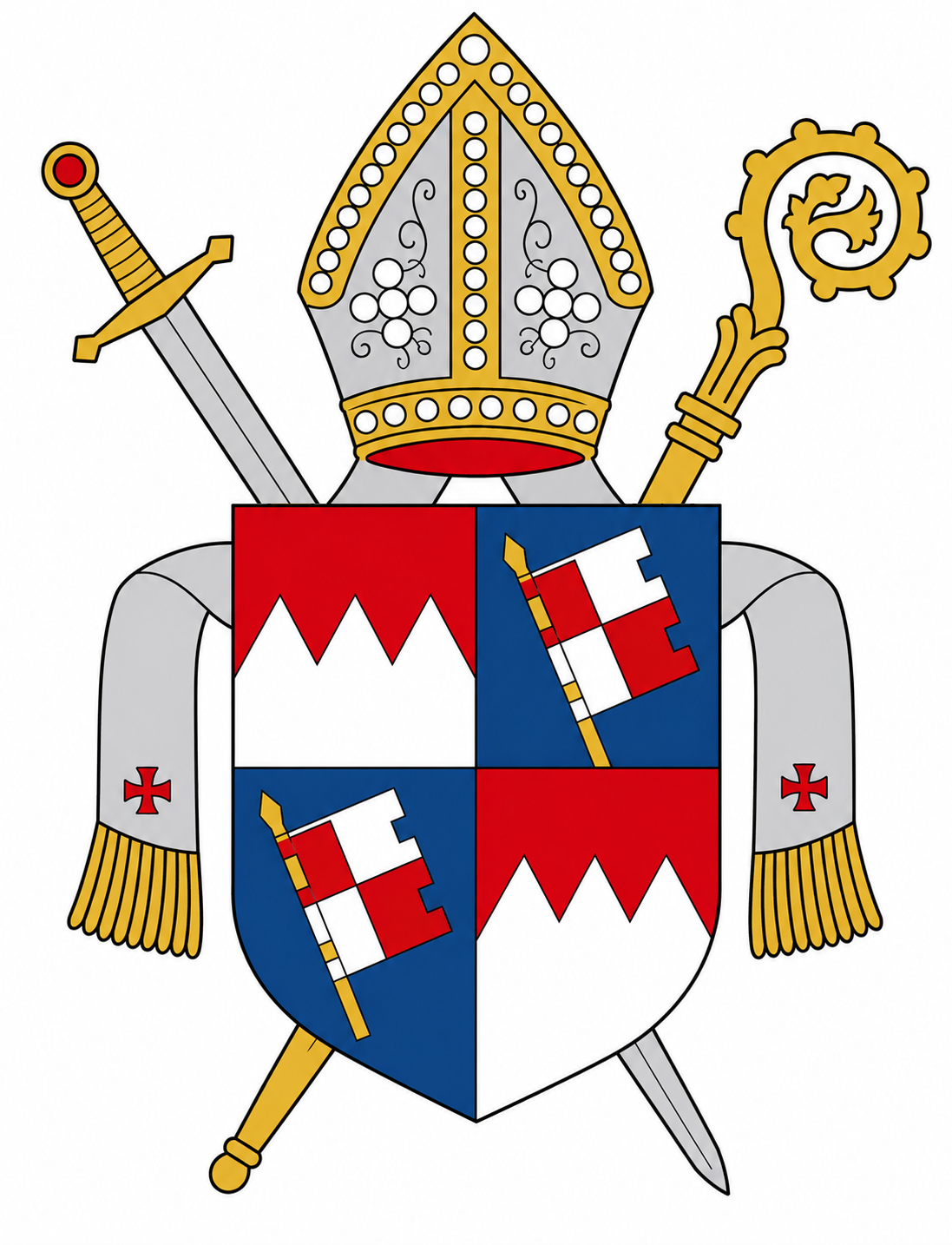
Würzburg

Kirchenprovinz Prag
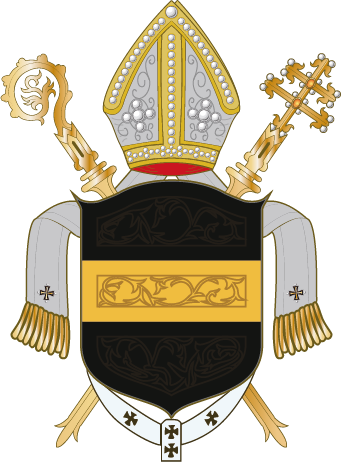
Erzbistum Prag
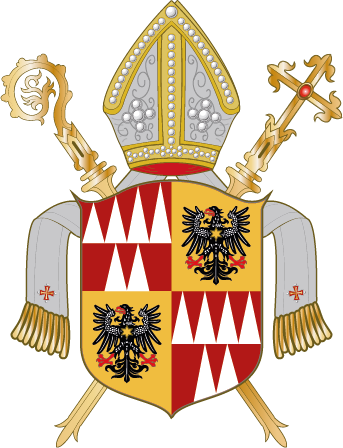
Olmütz

Kirchenprovinz Riga
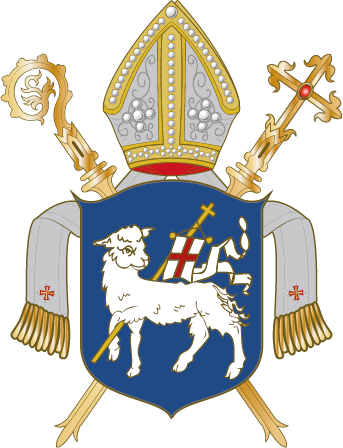
Ermland
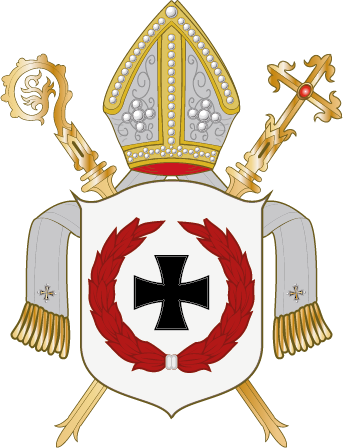
Kulm

Kirchenprovinz Salzburg
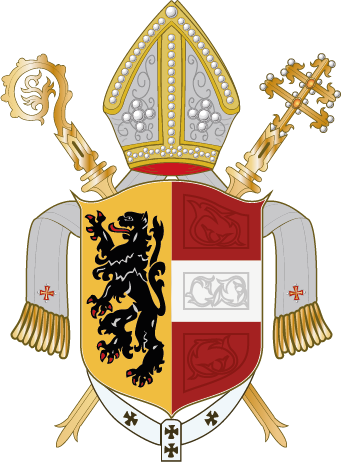
Fürstbistum Salzburg
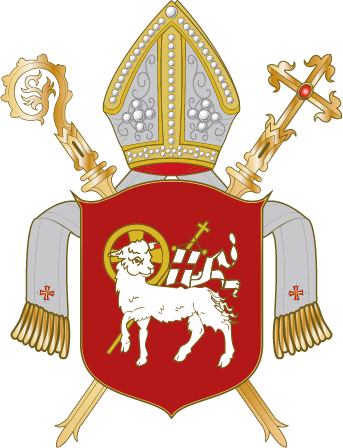
Brixen
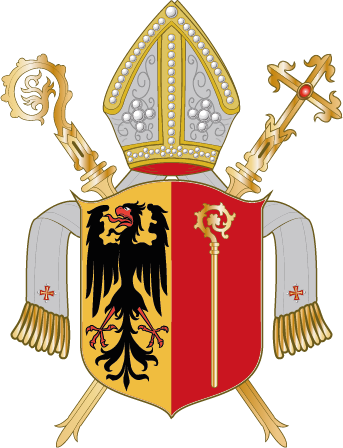
Chiemsee
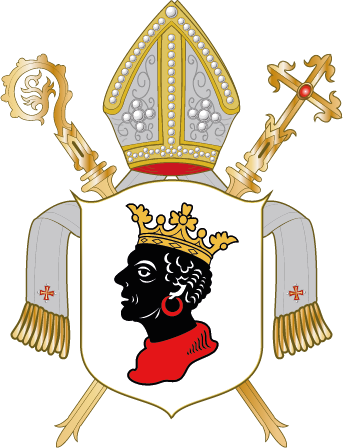
Freising
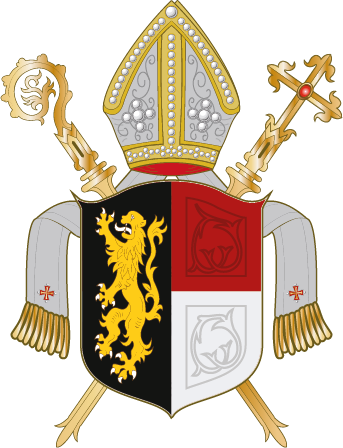
Gurk
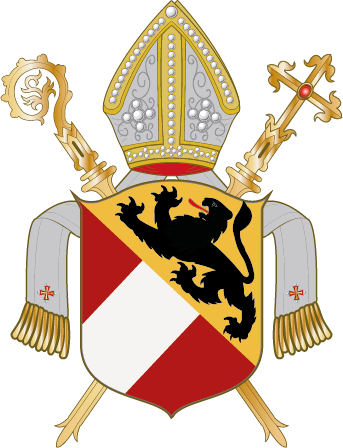
Lavant
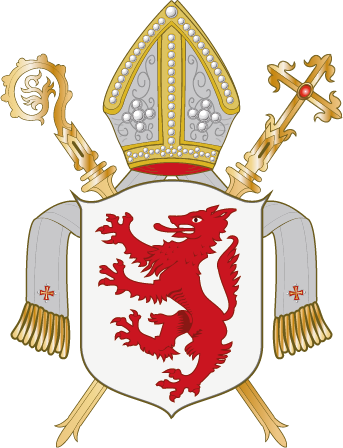
Passau
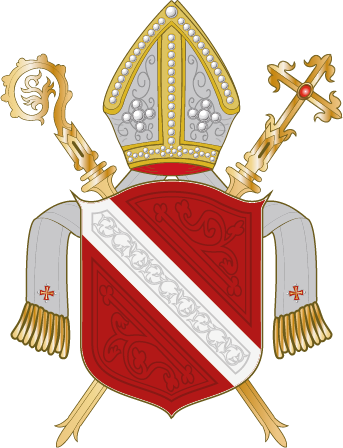
Regensburg
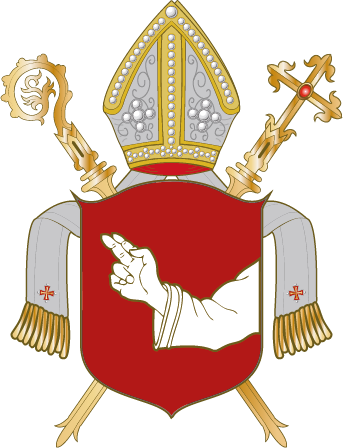
Seckau
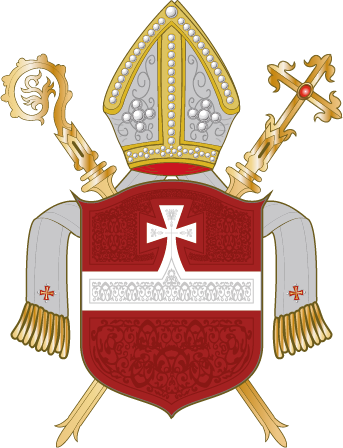
Wien
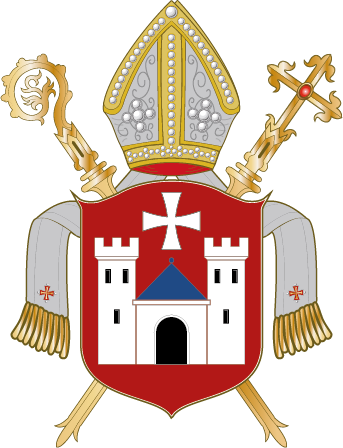
Wiener Neustadt

Kirchenprovinz Tarentaise
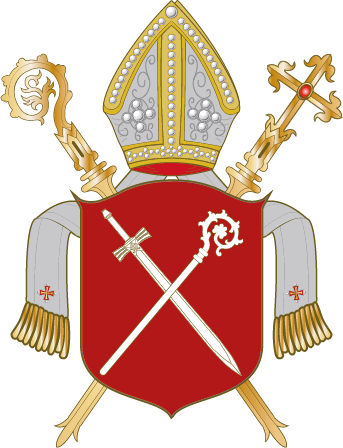
Sitten

Kirchenprovinz Trier
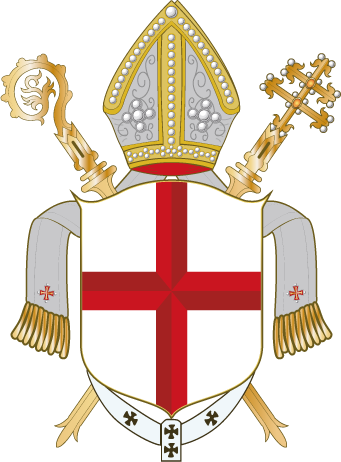
Erzbistum Trier
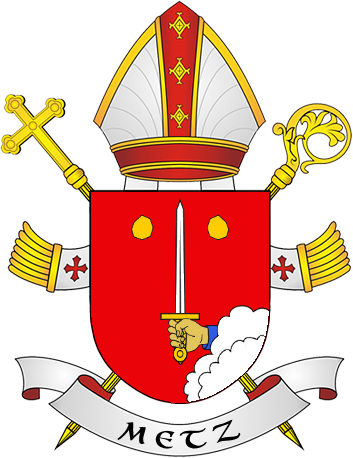
Metz
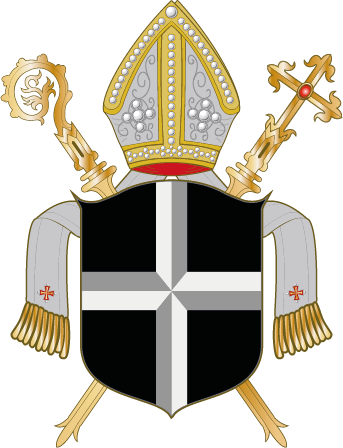
Verdun

Exemte Bistümer
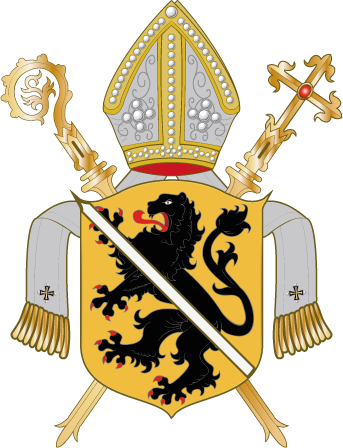
Bamberg
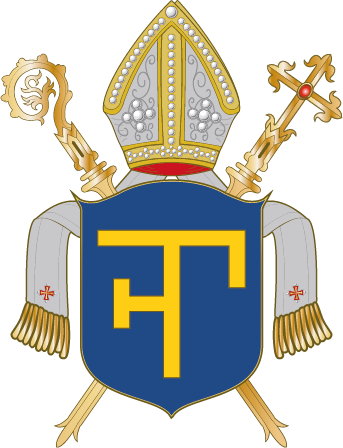
Cammin
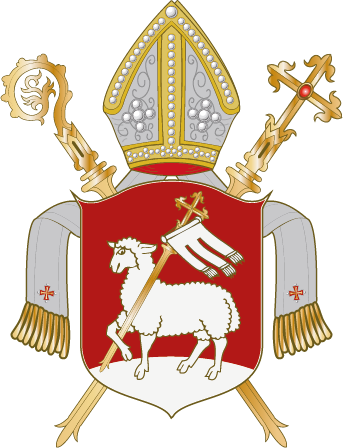
Meißen

### Reformation und Gegenreformation
Zu weiteren Veränderungen innerhalb der römisch-katholischen Kirche in Deutschland kam es erst mit der Reformation. Diese kirchliche Erneuerungsbewegung führte in Deutschland und Europa zur Spaltung des westlichen Christentums in verschiedene Konfessionen (katholisch, lutherisch, reformiert).
Die territoriale Gliederung der Kirche veränderte sich durch die Reformation vor allem im Norden: die Kirchenprovinz Bremen-Hamburg sowie die Mainzer Suffragane Halberstadt und Verden wurden dauerhaft protestantisch. Der vormalige Kölner Suffragan Utrecht wurde zum Erzbistum erhoben und war mit seinen Suffraganen nun ziemlich eindeutig dem belgischen Gebiete zugehörig; dort wurde auch das neue Erzbistum Mechelen errichtet, dem man unter anderem der vormalige Kölner Suffragan Lüttich unterstellte. Wien und Wiener Neustadt wurden exemt.
Die Gegenreformation führte in der katholischen Kirche zu einem neuen Bemühen um die Seelsorge und damit verbunden ein Heben der Bildung des einfachen Klerus. Neue Ordensgemeinschaften widmeten sich nun dem Schulwesen und der Krankenpflege und die Volksfrömmigkeit nahm wieder zu. Anstelle des Bischofs des untergegangenen Erzbistums Magdeburg wurde der Erzbischof von Salzburg Primas Germaniae.

### 18. Jahrhundert
Im 18. Jahrhundert hatte sich die Lage der katholischen Kirche in Deutschland stabilisiert und es blühte eine reiche Volksfrömmigkeit. In der zweiten Hälfte des 18. Jahrhunderts aber kam es erneut zu reformatorischen Bewegungen, wenn auch zuerst nur klein und unscheinbar. So brachte die Aufklärung den Wunsch nach Emanzipation von der Kirche und ein Erstarken des nationalen Gedankens, was zu einem Versuch der Einschränkung der Macht des Papstes über die römisch-katholische Kirche in Deutschland führte.
Mittlerweile war das Patriarchat von Aquileia aufgehoben worden und das Erzbistum Görz für den österreichischen Teil an seine Stelle getreten. Wien war mit den neugeschaffenen Suffraganen Linz und St. Pölten zum Erzbistum erhoben worden, Breslau, Fulda, Laibach, Passau, und Sitten waren exemt. Sachsen, die Lausitz und Norddeutschland mussten als apostolische Präfektur bzw. Vikariate verwaltet werden (unter anderem Apostolisches Vikariat Ober- und Niedersachsen).

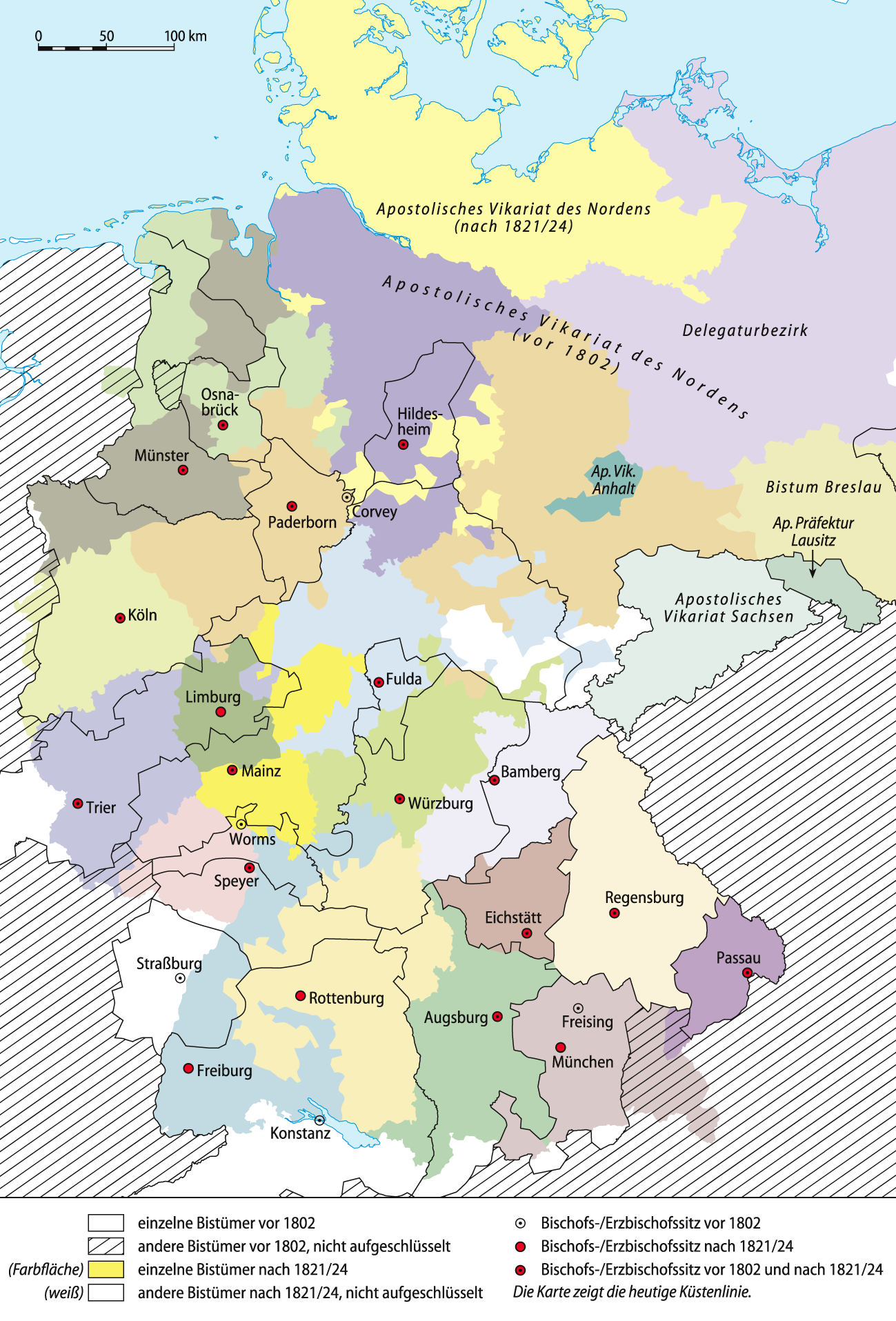
Neuumschreibung der katholischen Diözesen nach dem Wiener Kongress

### Säkularisation und nachfolgende Zeit
Die Säkularisation hatte fast alle hierarchischen Strukturen der römisch-katholischen Kirche in Deutschland zerstört. Viele Bischofsstühle waren jahrelang vakant, ihre Gebiete fielen an neue Landesherren. Mit diesen wurde im ersten Viertel des 19. Jahrhunderts neu verhandelt: Päpstliche Zirkumskriptionen mit den einzelnen Ländern, die auch finanziell für die Bistümer aufkommen mussten, ordneten die hierarchischen Strukturen neu.
Deutsche Bistümer 1825:
1. Bamberg mit Eichstätt, Speyer und Würzburg
2. Freiburg mit Fulda, Limburg, Mainz und Rottenburg
3. Köln mit Münster, Paderborn und Trier
4. Erzbischöfliche Personalunion Gnesen-Posen: Bistum Kulm
5. München und Freising mit Augsburg, Passau und Regensburg
6. Exemte Bistümer: Breslau, Ermland, Hildesheim, Osnabrück, Apostolisches Vikariat Anhalt (1825–1921), Apostolische Präfektur Meißen (genannt Lausitz) (1567–1921), Apostolisches Vikariat der Nordischen Missionen (1667–1868, dann … der Nordischen Missionen Deutschlands 1868–1930), Apostolisches Vikariat der Sächsischen Erblande (1743–1921), Apostolische Präfektur Schleswig-Holstein (1868–1930)[36]

Die Erstarkung der Volksfrömmigkeit und des katholischen Vereinswesens hatte auch politische Folgen: So wurde etwa die Zentrumspartei gegründet. Besonders im Bereich des Sozialen, also etwa in der Krankenpflege und der Kindererziehung, wurden zahlreiche neue Kongregationen gegründet.
Auch der Konflikt mit einigen deutschen Staaten, vornehmlich Preußen, und dem Deutschen Reich im Kulturkampf, der zu einer stärkeren Trennung von Staat und Kirche beitrug, hielt das Erstarken des Katholizismus nicht auf. Die Abspaltung der altkatholischen Kirche 1870 aufgrund des Ersten Vatikanischen Konzils führte nur zu einem geringen Verlust von Gläubigen. Seit dem ausgehenden 19. Jahrhundert versöhnten sich Staat und Kirche zunehmend. So galt der Kölner Erzbischof Felix von Hartmann als ein Anhänger Kaiser Wilhelms II.

### Weimarer Republik
Die Katholiken Deutschlands hatten im Verlauf des Ersten Weltkriegs trotz weiter bestehender innenpolitischer Differenzen zum Staat wegen der Nachwirkungen des Kulturkampfes in außenpolitischer Sicht Anteil an der nationalen Solidarisierung gegenüber den Nachbarländern, insbesondere den Kriegsgegnern. Dieser nationale Schulterschluss war nicht nur bei den Katholiken, die etwa ein Drittel der Reichsbevölkerung ausmachten, festzustellen, sondern etwa auch bei der sozialdemokratischen Wählerschaft großer Teile des Arbeitermilieus. Für die Katholiken ergab sich hier zudem die Bereitschaft, dem Vorwurf nationaler Unzuverlässigkeit und der Ultramontanismuskritik mit dem Einsatz für das Kaiserreich entgegenzutreten.
Auf das Kriegsende und die Ausrufung der Republik reagierte das katholische Milieu in großer Bandbreite von der Befürwortung der Wiederherstellung der Monarchie auf Landes-, seltener auf Reichsebene bis zum Einsatz für die parlamentarische Demokratie. Sichtbar wurde dies beispielsweise auf dem 62. Deutschen Katholikentag 1922 in München in einer Kontroverse zwischen Michael Kardinal von Faulhaber und dem Katholikentagspräsidenten Konrad Adenauer. Zu von Faulhaber angesprochenen Belastungen der Weimarer Republik durch „Meineid und Hochverrat“ im Zusammenhang mit der Revolution stellte Adenauer klar, dass dies Äußerungen seien, „hinter denen aber die Gesamtheit der deutschen Katholiken nicht steht.“
Die Zentrumspartei als politische Vertretung der Katholiken hatte während des Krieges die Außenpolitik der kaiserlichen Regierung im Sinn einer Burgfriedenspolitik gestützt, im Rahmen des interfraktionellen Ausschusses mit Sozialdemokraten und Linksliberalen zum Kriegsende hin aber auch auf eine Stärkung des Parlamentarismus hingearbeitet, ausgehend von der Friedensresolution des Zentrumspolitikers Matthias Erzberger aus dem Jahr 1917. Mit dem Ende der Monarchie brachte sich das Zentrum im Rahmen der Weimarer Nationalversammlung und der Weimarer Koalition in die Gestaltung der neuen Demokratie ein. In den Verfassungsberatungen wie auch später durch die Beteiligung an allen Reichsregierungen bis zum Mai 1932 übten Zentrum und Bayerische Volkspartei (BVP) als Kräfte des politischen Katholizismus einen deutlich stärkeren Einfluss aus, als nach dem stabil bei gemeinsam etwa 15 Prozent liegenden Wählerstimmenanteil erwartbar war. Die Fuldaer Bischofskonferenz kritisierte zwar einige Punkte der Weimarer Verfassung erkannte aber die erreichten Vorteile an. Insbesondere die vorgesehene Freiheit in der Besetzung kirchlicher Ämter bildete nach den Kulturkampferfahrungen einen bedeutenden Fortschritt für alle Religionsgemeinschaften. Mangels konkreter Vereinbarungen zur Umsetzung und durch die Widerstände der Verwaltungen in den Ländern, insbesondere in Preußen, blieb dieser Fortschritt jedoch zunächst ein theoretischer.
In Sachsen stellte Papst Benedikt XV. im Juni 1921 mit der Apostolischen Konstitution Sollicitudo omnium ecclesiarum das nach der Reformation untergegangene Bistum Meißen wieder her. Die neue, seit 1979 in Bistum Dresden-Meißen benannte Diözese vereinigte die nachreformatorischen Jurisdiktionen des Apostolischen Vikariats in den Sächsischen Erblanden und der Apostolischen Präfektur der beiden Lausitzen, wobei dieser Schritt kein Konkordat mit dem Land Sachsen nach sich zog. Zuvor hatte sich der Freistaat Sachsen mit seiner Landesverfassung vom November 1920 weitgehend an den Regelungen der Weimarer Verfassung orientiert.
Seit Juni 1920 war der bereits seit 1917 als Apostolischer Nuntius in Bayern eingesetzte Eugenio Pacelli, der spätere Papst Pius XII., in Personalunion mit der Vertretung des Heiligen Stuhls beim Deutschen Reich betraut. Seine Amtsgeschäfte führte er von München aus, bis er im Jahr 1924 nach Berlin umzog. Seine Hauptaufgabe bestand in der Neuregelung der Beziehungen zwischen dem Reich und den deutschen Ländern einerseits und dem Heiligen Stuhl andererseits. Die Konkordatsverhandlungen wurden parallel auf beiden Ebenen geführt und wurden in den ersten Nachkriegsjahren auch vom Auswärtigen Amt offensiv betrieben, das sich von einem Abkommen mit dem Papst Vorteile bei der Bewältigung der Nachkriegskrisen und der Konsolidierung der deutschen Grenzen in Oberschlesien und dem Saargebiet versprach. Die Verhandlungen stockten, als ab Ende 1923 die Phase der Instabilität abebbte. Ohne ein Reichskonkordat aus den Augen zu verlieren, betrieb Pacelli vorrangig den Abschluss des schon 1919 geplanten Bayernkonkordats, das im März 1924 unterzeichnet und Anfang 1925 vom Bayerischen Landtag ratifiziert wurde. Das auch als Modell für die Verhandlungen mit den anderen Ländern und dem Reich gedachte Konkordat mit dem der katholischen Kirche gegenüber relativ offenen Bayern wirkte allerdings auch hemmend, indem es die Gegnerschaft sozialistischer und liberaler, aber auch protestantischer Kräfte gegen einen derartigen Vertrag stärkte.
Die fast gleichzeitig begonnenen Konkordatsverhandlungen mit den Ländern Württemberg und Hessen führten nicht zum Erfolg, was neben dem geringeren Katholikenanteil und entsprechend stärkeren Widerständen bei Nichtkatholiken auch an der mangelnden Bereitschaft der Regierungen lag, sich den Regelungen der Reichsverfassung, etwa in Bezug auf eine lockerere Aufsicht über die Kirche und auf Zugeständnisse bei der Bischofswahl, anzunähern. Erfolgreicher, wenn auch langwierig und nicht mit den gleichen Ergebnissen wie beim Bayernkonkordat, verliefen die 1925 begonnenen Verhandlungen über das Preußenkonkordat und das Badische Konkordat.
Gemäß dem im Juni 1929 geschlossenen und am 13. August des Folgejahres durch den Papst in Kraft gesetzten Preußenkonkordat wurde die ostdeutsche Kirchenprovinz Breslau mit dem neugegründeten Bistum Berlin errichtet (aus der 1821 gegründeten Fürstbischöflichen Delegatur für Brandenburg und Pommern des vormaligen Fürstbistums Breslau), dem ostpreußischen bis dahin exemten Bistum Ermland und der neu errichteten Prälatur Schneidemühl unter dem neuerrichteten Erzbistum Breslau. Auch Paderborn (vormals zu Köln) wurde Erzbistum der Mitteldeutschen Kirchenprovinz, mit den Suffraganen Fulda (vormals zu Freiburg) und Hildesheim (vormals immediat). Die Apostolischen Vikariate und die Präfektur wurden aufgehoben und den Bistümern zugeteilt. Im Westen wurde das Anfang des 19. Jahrhunderts kurzzeitig bestehende Bistum Aachen wiedergegründet.
Die durch die Weimarer Verfassung erleichterten Wirkmöglichkeiten für die Kirche und die Katholiken führten einerseits zu einer weiteren Differenzierung des katholischen Verbandslebens, aber auch zu einer Relativierung der Bindung an die katholischen Parteien. Die Bischöfe akzeptierten ein abgestimmtes Miteinander der Zuständigkeiten der Bischöfe im pastoralen Bereich und dem relativ eigenständigen Wirken des Zentrums bzw. der Bayerischen Volkspartei sowie der Verbände. Die Vielzahl der katholischen Vereine wuchs weiter, während der sich als Dachverband verstehende Volksverein für das katholische Deutschland nach und nach an Bedeutung verlor, durch Führungsfehler und Misswirtschaft, aber auch durch eine gewisse Vereinsmüdigkeit angesichts der Überorganisation der Gläubigen, die meistens mehreren Vereinen angehörten. So fand auch die 1928 gegründete Katholische Aktion in Deutschland geringere Resonanz als in anderen Ländern, in denen das Vereinigungs- und Parteiwesen unter Katholiken nicht in gleicher Weise ausgeprägt war.
In weltanschaulicher Sicht waren die Katholiken weniger geschlossen, als auf den großen deutschlandweiten und regionalen Katholikentagen der Eindruck entstehen konnte. Nachdem die Relikte des Kulturkampfes durch die Weimarer Verfassung jedenfalls im rechtlichen Sinn weitgehend erledigt waren, sank die Geschlossenheit, mit der das katholische Milieu hinter dem Zentrum gestanden hatte, das in der Weimarer Zeit gemeinsam mit der BVP stabil um 15 % der Wählerstimmen erhielt, was etwa der Hälfte der wahlberechtigten Katholiken entsprach. Neben offener Wahlwerbung für das Zentrum, in dem sich viele Geistliche auch als Parteifunktionäre und Mandatsträger engagierten, setzten die Bischöfe weltanschauliche Grenzen durch Warnungen und das Verbot der Mitgliedschaft von Katholiken in extremistischen Vereinigungen. Bereits 1921 waren bischöfliche Verlautbarungen gegen den atheistischen Sozialismus erschienen. In katholischen Bewegungen wie dem Friedensbund Deutscher Katholiken, der zweitgrößten pazifistischen Vereinigung der Weimarer Zeit, fanden sich daher zwar religiöse Sozialisten. Vor allem aber wurden theologische und sozialethische Prinzipien der Kirche vertreten. Mit dem Erstarken der Nationalsozialisten bis zur Massenbewegung im Jahr 1930 betonten die deutschen Bischöfe im Frühjahr 1931 die Unvereinbarkeit des katholischen Glaubens mit der rassistischen und nationalistischen Ideologie der NSDAP. Die erklärte Unmöglichkeit, als Katholik der NSDAP anzugehören, führte in der Presse zu teilweise heftigen Reaktionen. Im kirchengebundenen Teil der Katholiken führten die bischöflichen Vorgaben zu einer relativ starken Resistenz gegenüber der völkischen Ideologie. Die mittelalterlich-nationalreligiöse Reichsideologie blieb daher – anders als die Deutschen Christen im protestantischen Spektrum – ebenso eine Marginalie wie der Rückhalt für den nationalkonservativen Flügel des Zentrums um Franz von Papen gering blieb, dem zudem das unrühmliche Ende der zweiten Regierung Brüning verübelt wurde. Beim Heiligen Stuhl hatte von Papen hingegen als Reichskanzler einen besseren Stand. Den Abschluss des Badischen Konkordats im Oktober 1932 nutzte von Papen für neue Verhandlungen mit dem inzwischen zum Kardinalstaatssekretär ernannten Eugenio Pacelli für ein Reichskonkordat, die in den 1920er Jahren mehrfach abgebrochen worden waren.

### Zeit des Nationalsozialismus
Mit der Ernennung des Kabinetts Hilter-Papen-Hugenberg bzw. der Machtübernahme der Nationalsozialisten am 30. Januar 1933 fanden sich Bischöfe und Katholiken in dem Dilemma wieder, einer Regierung unter Führung einer wegen ihrer Ideologie kritisierten Partei in staatsbürgerlicher Hinsicht verpflichtet zu sein. Garantieerklärungen Hitlers führten trotz der sofortigen Beseitigung der Demokratie durch Notverordnungen und das Ermächtigungsgesetz vom 24. März 1933, dem die Zentrumspartei unter dem Eindruck von Verhaftungen kommunistischer sowie Drohungen gegenüber sozialdemokratischen Abgeordneten zugestimmt hatte, zu einer Relativierung des bischöflichen Verbots, in nationalsozialistischen Organisationen mitzuwirken.
Parallel zur unmittelbar einsetzenden Gleichschaltungswelle, die auch das katholische Vereinswesen bedrohte, boten Hitler und sein Vizekanzler von Papen der Kirche neue Konkordatsverhandlungen an. Im Gegenzug zur versprochenen Sicherung der Bekenntnisschulen forderte Hitler den Verzicht auf die politische Betätigung der Geistlichen nach dem Vorbild des italienischen Konkordats. Für die Kirche, insbesondere für Pacelli, war mit dem Abschluss eines derartigen Staatskirchenvertrags keine innere Zustimmung zu den Zielen des Vertragspartners verbunden. Pacelli sah in derartigen Verträgen pragmatische Akte, um die Handlungsmöglichkeiten der Kirche abzusichern. Von redlichen Absichten auf Seiten der Nationalsozialisten ging man von Anfang an nicht aus, vielmehr waren die Vertragsbrüche schon während der Verhandlungen absehbar.
Das Konkordat mit dem ganzen Deutschen Reich kam am 20. Juli 1933 mit der nationalsozialistischen Reichsregierung zustande (→ Reichskonkordat). In diesem Vertrag wurde die kirchliche Selbstverwaltung bestätigt, zugleich aber endete der politische Katholizismus. Das Schul- und Vereinswesen, die kirchliche Presse und die Seelsorge wurden vertraglich garantiert. Das Reichskonkordat gilt als vorkonstitutionelles Recht weiter fort und bestimmt bis heute das Verhältnis der katholischen Kirche zum Staat.
Tatsächlich wurde die Gleichschaltung der religiösen und karitativen Organisationen ausgesetzt, wenn auch nur vorübergehend. Das von kirchlicher Seite zugestandene politische Betätigungsverbot für den Klerus war durch die Selbstauflösung der Zentrumspartei als letzte der bürgerlichen Parteien noch vor der Unterzeichnung des Reichskonkordats ohne praktische Bedeutung. Die Auflösung katholischer Jugendverbände und die Verfolgung missliebiger Geistlicher auf Grundlage des sogenannten Heimtückegesetzes (Dezember 1934) führte zu einer Vielzahl von Eingaben der Bischöfe unter Berufung auf das Reichskonkordat. Die im deutschen Episkopat umstrittene, vom Vorsitzenden der Fuldaer Bischofskonferenz, Adolf Kardinal Bertram, aber bevorzugte Eingabenpolitik unter Vermeidung öffentlicher Konfrontation, sollte der Kirche die Handlungsfähigkeit bewahren. Nachträglich wurde sie aber auch als Mangel an Widerstandsbereitschaft interpretiert. Eine Vielzahl diplomatischer Noten des Vatikans, die sich gegen Verstöße des Staates gegen die Konkordatsbestimmungen richteten, blieb ähnlich erfolglos wie Bertrams Eingaben. Umso bemerkenswerter war das Erscheinen und Verlesen der Enzyklika Mit brennender Sorge im März 1937, die aber auch eine Intensivierung des Verfolgungsdrucks der Nationalsozialisten gegen die Kirche bewirkte. Druckereien wurden konfisziert, zahlreiche katholische Christen wurden vom NS-Regime verfolgt. Eine große Zahl von Priestern wurde während der gesamten Zeit des Nationalsozialismus juristisch belangt. Benedicta Maria Kempner ging von bis zu einem Drittel aller Priester aus, die wegen verschiedenster politisch motivierter Vorwürfe verhört, angeklagt oder verurteilt wurden.
Die anfänglichen kirchenfreundlichen Äußerungen Adolf Hitlers können nicht über die tiefgreifend antikirchliche Haltung der Nationalsozialisten hinwegtäuschen, die sich verstärkte, als Pacelli im März 1939 als Pius XII. zum Papst gewählt wurde. Joseph Goebbels bezeichnete Pius XII. als „Kampfpapst“, von dem er schon als Kardinal festgestellt hatte, er sei „ganz gegen uns“. Zu den Gewährsmännern des Papstes im deutschen Episkopat gehörten sich vielfach kritisch zu Wort meldende Bischöfe wie z. B. der Münchner Erzbischof Michael Kardinal Faulhaber, der die Enzyklika „Mit brennender Sorge“ maßgeblich mitvorbereitet hatte, oder der Berliner Bischof Konrad von Preysing. Öffentliche Proteste wie die Predigten des späteren Kardinals Clemens August Graf von Galen, Bischof von Münster, blieben Ausnahmen. Von Galen leistete auf diese Weise Widerstand gegen die Euthanasie und die Beschlagnahmung kirchlicher Einrichtungen und Klöster, aber auch einen Beitrag zur Kriegsführung, indem er die Soldaten zu Gehorsam und tapferem Kämpfen aufrief. Erst 2020 räumten die deutschen Bischöfe in ihrer Erklärung Deutsche Bischöfe im Weltkrieg ein: „Indem die Bischöfe dem Krieg kein eindeutiges ‚Nein‘ entgegenstellten, sondern die meisten von ihnen den Willen zum Durchhalten stärkten, machten sie sich mitschuldig am Krieg.“
Die meisten in Konzentrationslagern inhaftierten Geistlichen wurden ab 1940 aus verschiedenen Lagern ins KZ Dachau verlegt, wo ein eigener „Priesterblock“ eingerichtet wurde. Wenn dort auch viele Geistliche aus den von Deutschland besetzten Ländern, insbesondere aus Polen, aber auch aus Frankreich, der Tschechoslowakei und den Benelux-Ländern, inhaftiert waren, war der Anteil deutscher Geistlicher nicht zu vernachlässigen. Von mindestens 447 deutschen und österreichischen Geistlichen in Dachau kamen 94 ums Leben. 417 der deutschsprachigen Geistlichen waren katholisch, mithin mehr als 90 % der dort Inhaftierten aus dieser Gruppe.
Doch wurde der Kirche nach dem Krieg auch eine unkritische Haltung zum Nationalsozialismus vorgeworfen, ein Umstand, der von den deutschen Bischöfen bereits im August 1945 in der Anerkennung der Mitschuld an den während des Dritten Reiches begangenen nationalsozialistischen Verbrechen eingestanden wurde. Insbesondere aber nach der Veröffentlichung des Werkes Der Stellvertreter von Rolf Hochhuth wurden, zunächst dem Papst Pius XII., aber auch dem deutschen Episkopat, Schweigen und verfehlte diplomatische Zurückhaltung vorgeworfen. Zugleich wird allerdings auch darauf verwiesen, dass die Kirche hinter der diplomatischen Fassade gegen den Nationalsozialismus arbeitete. Die Kirche trat den Vorwürfen durch umfangreiche Akteneditionen entgegen, die ab 1965 veröffentlicht wurden. Der jüdische Religionswissenschaftler Pinchas Lapide reagierte auf Hochhuths Drama mit einer Verteidigung Pacellis, dem nach seiner Darstellung zu verdanken sei, dass durch die Katholische Kirche in Europa mehr Juden gerettet wurden als durch alle anderen Rettungsaktionen zusammen. Der US-amerikanische Historiker, Politikwissenschaftler und Rabbi David G. Dalin schrieb im Februar 2001 in einem Essay, Papst Pius XII. habe Hunderttausende von Juden vor dem Tod im Konzentrationslager gerettet und solle deshalb den jüdischen Ehrentitel „Gerechter unter den Völkern“ erhalten. Der österreichische Historiker Friedrich Heer hingegen konstatiert: „Die Lage war 1945 so heikel, daß nur ein gigantisches Verdeckungsmanöver das Gesicht des offiziellen Christentums in Deutschland zu retten und wiederzugewinnen vermochte ... Im Schatten der Ruinen entstand jenes mächtige Gebäude der Lebenslüge der deutschen Christenheit“.

### Die Lage im geteilten Deutschland
| Jahr | Anteil der Bevölkerung in % | Anzahl in 1000 |
| ---- | --------------------------- | -------------- |
| 1950 | 46,1                        | 23.195         |
| 1960 | 46,3                        | 25.804         |
| 1965 | 43,8                        | 25.998         |
| 1966 | 43,9                        | 26.277         |
| 1967 | 44,0                        | 26.352         |
| 1968 | 44,1                        | 26.634         |
| 1969 | 44,1                        | 26.977         |
| 1970 | 44,6                        | 27.195         |
| 1975 | 43,8                        | 27.011         |
| 1980 | 43,3                        | 26.720         |
| 1985 | 43,3                        | 26.713         |
| 1989 | 42,7                        | 26.764         |
| 1990 | 42,2                        | 26.901         |

Die Teilung Deutschlands stellte auch die katholische Kirche vor Schwierigkeiten, besonders da die Kirche, bzw. ihre Gläubigen in der DDR, dort unter Repressalien litt. Organisatorisch wurden vor allem Provisorien angewandt; man hütete sich, die Bistumsgrenzen an den neuen Staatsgrenzen auszurichten. Man kann darin ein Indiz sehen, dass die katholische Kirche in Deutschland – bisweilen in Opposition zum Heiligen Stuhl – die Wiedervereinigung favorisierte.
Das Erzbistum Paderborn hatte einen bischöflichen Kommissarius (Weihbischof) in seinem Ostteil in Magdeburg, die Bistümer Fulda und Würzburg einen gemeinsamen Generalvikar in Erfurt, der formelle Verwaltungssitz für die Würzburger war Meiningen. 1972/73 schließlich wurden die Gebiete mit dem Status eines (erz-)bischöflichen Amtes versehen und die Prälaten zu Apostolischen Administratoren und Titularbischöfen ernannt; es unterblieb jedoch – außer beim bisherigen Erzbischöflichen Amt Görlitz, bei dem es um die deutsch-polnische, nicht die innerdeutsche Grenze ging – selbst die Erhebung zur Apostolischen Administratur.
Somit existierten auf dem Gebiet der DDR:
- Bischöfliches Amt Schwerin, Teil des Bistums Osnabrück
- Bistum Berlin (inkl. Westberlin)
- Apostolische Administratur Görlitz, Teil des ehem. Erzbistums Breslau
- Bistum Dresden-Meißen (bis 1980 Bistum Meißen)
- Bischöfliches Amt Magdeburg, Teil des Erzbistums Paderborn
- Bischöfliches Amt Erfurt-Meiningen, Teile der Bistümer Fulda und Würzburg

1957 wurde in Nordrhein-Westfalen ein neues Bistum errichtet, das Bistum Essen („Ruhrbistum“) als Suffragan von Köln.
Von 1971 bis 1975 fand in Würzburg eine „Gemeinsame Synode der Bistümer in der Bundesrepublik Deutschland“ (Würzburger Synode) mit Kardinal Julius Döpfner als Präsidenten statt. Aufgabe der Synode war es, die Verwirklichung der Beschlüsse des Zweiten Vatikanischen Konzils zu fördern.

### Nach der Wiedervereinigung
| Jahr | Anteil der Bevölkerung in % | Anzahl in 1000 | Priester | Mitglieder je Priester |
| ---- | --------------------------- | -------------- | -------- | ---------------------- |
| 1991 | 35,1                        | 28.198         | 19.438   | 1451                   |
| 1995 | 33,9                        | 27.215         | 18.663   | 1458                   |
| 1997 | 33,4                        | 27.383         | 17.931   | 1529                   |
| 2000 | 32,6                        | 26.817         | 17.129   | 1566                   |
| 2005 | 31,4                        | 25.905         | 16.190   | 1600                   |
| 2006 | 31,2                        | 25.685         | 15.935   | 1612                   |
| 2007 | 31,0                        | 25.461         | 15.759   | 1615                   |
| 2008 | 30,7                        | 25.177         | 15.527   | 1621                   |
| 2009 | 30,5                        | 24.909         | 15.367   | 1621                   |
| 2010 | 30,2                        | 24.651         | 15.136   | 1628                   |
| 2011 | 29,9                        | 24.476         | 14.847   | 1660                   |
| 2012 | 30,3                        | 24.320         | 14.636   | 1662                   |
| 2013 | 29,9                        | 24.170         | 14.490   | 1668                   |
| 2014 | 29,5                        | 23.939         | 14.404   | 1662                   |
| 2015 | 28,9                        | 23.762         | 14.087   | 1687                   |
| 2016 | 28,5                        | 23.582         | 13.856   | 1702                   |
| 2017 | 28,2                        | 23.311         | 13.560   | 1719                   |
| 2018 | 27,7                        | 23.002         | 13.285   | 1731                   |
| 2019 | 27,2                        | 22.600         | 12.983   | 1741                   |
| 2020 | 26,7                        | 22.193         | 12.565   | 1766                   |
| 2021 | 26,0                        | 21.646         | 12.280   | 1763                   |
| 2022 | 24,8                        | 20.937         | 11.987   | 1747                   |
| 2023 | 24,0                        | 20.346         | 11.702   | 1739                   |

Nach der Wiedervereinigung wurden 1994 die Provisorien aufgehoben. Im Einzelnen wurden die bischöflichen Ämter Erfurt-Meiningen (nun Erfurt) und Magdeburg zu Bistümern erhoben und Paderborn unterstellt, Berlin – dessen Bischöfe schon seit längerem kraft persönlicher Verleihung den Erzbischofstitel getragen hatten – wurde Erzbistum mit dem vormaligen exemten Bistum Meißen (seit 1980 Dresden-Meißen) und der Apostolischen Administratur (nunmehr Bistum) Görlitz als Suffraganen, und schließlich errichtete man aus vorwiegend osnabrückischen Gebieten das Erzbistum Hamburg und unterstellte ihm die Bistümer Osnabrück (vormals zu Köln) und Hildesheim (vormals zu Paderborn).
Eine Konfliktsituation stellten die Auseinandersetzungen mit dem Papst um die kirchliche Schwangerschaftskonfliktberatung in Deutschland dar. Hierbei wurde, nach gesetzlich vorgeschriebener Beratung der schwangeren Frau, ein Schein ausgestellt, den der Staat als Voraussetzung für eine straffreie Abtreibung verlangt. Betonten die deutschen Bischöfe die durch Beratung gerettete Menschenleben, so verwies der Papst darauf, dass durch den Schein eine formale Beteiligung an der Abtreibung stattfinde. Nach einem schließlichen ausdrücklichen Verbot stellten die Bischöfe die Beteiligung an der Schwangerschaftskonfliktberatung ein, mit vorübergehender Ausnahme des Limburger Bischofs Franz Kamphaus. Katholische Laien gründeten den Verein donum vitae. Der damalige Nuntius Erzbischof Lajolo stellte daraufhin fest, Donum vitae handle in offenem Widerspruch zu den Anweisungen des Papstes und verdunkle das Zeugnis der katholischen Kirche.
2001 wurde eine Organisation von Priestern gegründet, das Netzwerk katholischer Priester.
Aufsehen erregte der Regensburger Bischof Gerhard Ludwig Müller mit seiner Neuordnung der Laienräte, die er mit den Anforderungen des gültigen Kirchenrechts begründete. Das Zentralkomitee der deutschen Katholiken (ZdK) kritisierte dies als „Rechtsbruch“. Bischof Müller stellte daraufhin Zahlungen an das ZdK ein.
Papst Benedikt XVI. besuchte 2006 den Freistaat Bayern. Dieser Besuch wurde zu einem großen katholischen Event und fand ein großes Medienecho. Eine der Aussagen des Papstes kann als treffende Zustandsbeschreibung gewertet werden; er sagte sinngemäß: Die deutschen Katholiken seien eifrige Spender, um soziale Projekte der Kirche in Ländern der Dritten Welt zu unterstützen; schwer aber sei es, von ihnen Geld für die eigentlich primäre kirchliche Aufgabe der Evangelisierung zu bekommen. 2007 steigt die Zahl der Eintritte und Rückkehrer. Die Zahl der Austritte aus der römisch-katholischen Kirche sank von 2003 bis 2006 von rund 130.000 auf 84.000 und stieg danach bis 2010 wieder auf 181.000 an.
Von 1990 bis 2015 hat sich die Zahl der Priester von 20.000 auf 14.000 verringert; 1990 wurden 295 Priester geweiht, 2015 waren es 58. Um dies auszugleichen, beschäftigt die Kirche mehr als 2300 ausländische Priester, vor allem aus Polen und Indien.

### Sexueller Missbrauch
Sexueller Missbrauch, vor allem von Kindern, wurde aus der katholischen Kirche und ihren Institutionen, wie z. B. Kinderheimen, mehrfach berichtet. Allerdings wurden in vielen Fällen keine Täter überführt oder die Tatbestände wirklich nachgewiesen. In manchen Fällen wurde von systematischem Missbrauch berichtet, in dem sowohl Priester als auch Nonnen verwickelt waren. In einzelnen Fällen wurden Kinder angeblich 1000-fach missbraucht. Man muss davon ausgehen, dass diese Fälle Jahrzehnte bekannt aber systematisch vertuscht wurden.
Anfang 2010 schrieb der Leiter des Canisius-Kolleg Berlin, P. Klaus Mertes SJ an Absolventen mehrerer Jahrgänge der 1970er und 1980er Jahre, die von Kindesmissbrauch betroffen waren; dieser Brief wurde Ende Januar 2010 öffentlich bekannt. Im Februar 2010 berichtete daraufhin Der Spiegel, dass 24 von 27 befragten Bistümern angaben, dass seit 1995 insgesamt mindestens 94 Verdachtsfälle von sexuellem Missbrauch in der römisch-katholischen Kirche bekannt geworden seien. Der Öffentlichkeit wurden in kurzer Zeit eine Reihe weitere Fälle, zumeist aus den zurückliegenden Jahrzehnten bekannt. Daraufhin entzündete sich eine öffentliche Debatte um Kindesmissbrauch.
Infolgedessen fasste die Deutsche Bischofskonferenz im Juni 2011 einen Beschluss, die Missbrauchsfälle zusammen mit dem Kriminologischen Forschungsinstitut Niedersachsen unter Leitung von Christian Pfeiffer systematisch in einer Kriminologische Studie zum Missbrauch in der katholischen Kirche Deutschlands aufzuarbeiten. Anfang 2013 kündigte die Bischofskonferenz nach Differenzen mit Pfeiffer diesen Vertrag.
Ebenfalls im Januar 2013 wurden die Ergebnisse aus der Auswertung der Hotline veröffentlicht, die Ende März 2010 durch die Kirche für Missbrauchsopfer eingerichtet wurde und bis Jahresende 2012 erreichbar war. Demnach meldeten sich insgesamt 8.465 Personen per Telefon, zusätzlich fanden 465 Internetberatungen statt. Über 60 % gaben an, selbst Opfer sexueller Gewalt geworden zu sein, wobei sich auch Personen meldeten, deren Fälle sich nicht auf kirchliche Einrichtungen bezogen. Im Abschlussbericht wurden insgesamt Daten von 1.824 Fällen ausgewertet, wobei es sich zum großen Teil um Fälle handelt, die nicht polizeilich bekannt waren. Der größte Teil der Betroffenen war männlich, die meisten Fälle liegen Jahrzehnte zurück. Den Fällen gemein war das planvolle Vorgehen der Täter unter Ausnutzung ihrer Machtbefugnisse; Hinweise auf Zufallstaten gibt es laut Abschlussbericht dagegen keine. Häufig wurden Kinder und Jugendliche Opfer, die auf der Suche nach Unterstützung bei Problemen, Halt oder Seelsorge waren, wobei die Täter die moralische Autorität des Amtes missbrauchten oder ihren Opfern vortäuschten, ihre Taten seien „ein Ausdruck liebender Verbundenheit in Christus oder Auserwählung vor Gott“.
2013 schrieb der Verband der Diözesen Deutschlands (VDD) ein interdisziplinäres Forschungsverbundprojekt zur Thematik Sexueller Missbrauch an Minderjährigen durch katholische Priester, Diakone und männliche Ordensangehörige im Bereich der Deutschen Bischofskonferenz aus, wegen der Kürzel der Institutsstandorte der Konsortiumsmitglieder (Mannheim, Heidelberg und Gießen) „MHG-Studie“ genannt. Die Ergebnisse wurden 2018 vorgestellt. 38.156 Personalakten aus den Jahren 1946 bis 2014 wurden untersucht, daraus ergaben sich im „Hellfeld“ 3677 Opfer von sexuellem Missbrauch an Kindern und Jugendlichen; wegen eines anzunehmenden „Dunkelfelds“ liege die Gesamtzahl wahrscheinlich deutlich höher. Bei 1.670 Klerikern (4,4 Prozent der untersuchten Akten) stießen die Forscher auf Hinweise auf Beschuldigungen des sexuellen Missbrauchs Minderjähriger, darunter 1.429 Diözesanpriester (5,1 Prozent der untersuchten Akten von Diözesanpriestern), 159 Ordenspriester (2,1 Prozent der untersuchten Akten von Ordenspriestern) und 24 hauptamtliche Diakone (1,0 Prozent der untersuchten Akten von hauptamtlichen Diakonen).

### 2019: Der Synodale Weg
Unter dem Eindruck der MHG-Studie beschloss die Deutsche Bischofskonferenz bei ihrer Frühjahrs-Vollversammlung im März 2019 im Ludwig-Windthorst-Haus in Lingen/Ems einen verbindlichen „synodalen Weg“, auf dem die Bischöfe in einer strukturierten Debatte gemeinsam mit dem Zentralkomitee der deutschen Katholiken und Ratgebern außerhalb der Kirche mehrere kritische Aspekte beraten wollen, die der Vorsitzende der Bischofskonferenz, Reinhard Marx, benannte:
- klerikaler Machtmissbrauch verrate das Vertrauen von Menschen auf der Suche nach Halt und religiöser Orientierung;
- die Lebensform der Bischöfe und Priester fordere Änderungen, um die innere Freiheit aus dem Glauben und die Orientierung am Vorbild Jesu Christi zu zeigen;
- die Sexualmoral der Kirche habe entscheidende Erkenntnisse aus Theologie und Humanwissenschaften noch nicht rezipiert, Vertreter der Kirche seien oft nicht sprachfähig in den Fragen an das heutige Sexualverhalten; die personale Bedeutung der Sexualität finde keine hinreichende Beachtung, so dass die Moralverkündigung der Mehrheit der Getauften keine Orientierung gebe.[81]

Papst Franziskus würdigte in einem Brief an das „pilgernde Volk Gottes in Deutschland“, der am 29. Juni 2019 veröffentlicht wurde, den Synodalen Weg und bot seine Unterstützung an. Er betont die „doppelte Perspektive“ einer Synodalität erst „von unten nach oben“, dann erst komme die „Synodalität von oben nach unten“; der Alltag und das Leben vor Ort hätten also Vorrang. In der deutschen Kirche sieht er positiv „das feine Netzwerk von Gemeinden und Gemeinschaften, Pfarreien und Filialgemeinden, Schulen und Hochschulen, Krankenhäusern und anderen Sozialeinrichtungen, die im Laufe der Geschichte entstanden sind und von lebendigem Glauben Zeugnis ablegen“; er würdigt das Mitverantwortungsbewusstsein und die Großzügigkeit der deutschen Katholiken gegenüber Regionen in benachteiligten Gegenden der Welt in Form von ökonomischer und materieller Hilfe, aber auch solidarischem Personaleinsatz in der Weltkirche, und er hebt besonders den eingeschlagenen ökumenischen Weg hervor, um die Vorurteile und Wunden der Vergangenheit zwischen den christlichen Konfessionen zu überwinden. Allerdings konstatiert er auch „die zunehmende Erosion und den Verfall des Glaubens“, die sich durch einen „drastischen Rückgang der Besucher der Sonntagsmesse sowie beim Empfang der Sakramente“ äußere. Er warnt vor „subtilen Versuchungen“, die „in vorgefassten Schemata und Mechanismen festhalten“, an erster Stelle vor der Annahme, „dass die Lösungen der derzeitigen und zukünftigen Probleme ausschließlich auf dem Wege der Reform von Strukturen, Organisationen und Verwaltung zu erreichen seien“. Der Papst schreibt: „Ein wahrer Wandlungsprozess beantwortet, stellt aber zugleich auch Anforderungen, die unserem Christ-Sein und der ureigenen Dynamik der Evangelisierung der Kirche entspringen; ein solcher Prozess verlangt eine pastorale Bekehrung.“ Leitkriterium schlechthin für die gebotenen Schritte sei die Evangelisierung, nicht als „Akt der Eroberung, der Dominanz oder territorialen Erweiterung“; sie sei keine „Retusche“, die die Kirche an den Zeitgeist anpasst, sie aber ihre Originalität und ihre prophetische Sendung verlieren lässt. Auch bedeute Evangelisierung nicht den Versuch, Gewohnheiten und Praktiken zurückzugewinnen, die in anderen kulturellen Zusammenhängen einen Sinn ergaben. Evangelisierung führe dazu, „die Freude am Evangelium wiederzugewinnen, die Freude, Christen zu sein“. Dies bringe die Kirche dazu, „nahe am Leben der Menschen zu sein“, gerade der Menschen in Not, und sich gegen Sünde und Ungleichheit einzusetzen. Papst Franziskus, der sich mehrfach auf sein apostolisches Schreiben Evangelii gaudium bezieht, nennt konkret „ausländerfeindliche Reden, die eine Kultur fördern, die als Grundlage die Gleichgültigkeit, die Verschlossenheit sowie den Individualismus und die Ausweisung hat“.
Kardinal Woelki steht dem Synodalen Weg skeptisch gegenüber, weil er darin ein Spaltungsrisiko sieht.
Beim turnusmäßigen Ad-limina-Besuch der deutschen Bischöfe im Vatikan im November 2022 kritisierten die Kardinäle Marc Ouellet, Präfekt des Dikasteriums für Bischöfe, und Luis Ladaria Ferrer, Präfekt des Dikasteriums für die Glaubenslehre in einem intensiven Gespräch mit den deutschen Bischöfen die Grundlagen und die Arbeitsweise des Synodalen Weges. Der Vorschlag eines Moratoriums für den Synodalen Weg, den Kardinal Oeullet einbrachte, wurde von der Mehrheit der deutschen Bischöfe deutlich zurückgewiesen. Der Vatikan veröffentlichte am 24. November beide Vorträge.
Ouellet lobte die Ernsthaftigkeit der Deutschen bei der Bekämpfung des sexuellen Missbrauchs, aber verwies auf „ernsthafte Schwierigkeiten aus anthropologischer, pastoraler und ekklesiologischer Sicht“ in den Vorschlägen. Seiner Meinung nach machten sie unter starkem kulturellen und medialen Druck „Konzessionen“. Er unterstellte, dass die Agenda einer „begrenzten Gruppe von Theologen“ zum Mehrheitsvorschlag des deutschen Episkopats geworden sei, und formulierte den Eindruck, die „äußerst ernste Angelegenheit der Missbrauchsfälle“ sei ausgenutzt worden, „um andere, nicht direkt damit zusammenhängende Ideen durchzusetzen“; dabei handele es sich um „Vorschläge, die offen der Lehre widersprechen, die von allen Päpsten seit dem Zweiten Vatikanischen Ökumenischen Konzil bekräftigt wurde.“ Ladaria warnte davor, „das Mysterium der Kirche auf eine bloße Institution der Macht zu reduzieren oder die Kirche von vornherein als eine strukturell missbräuchliche Organisation zu betrachten, die so schnell wie möglich unter die Kontrolle von Superintendenten gebracht werden muss“; es bestehe die Gefahr, dass die klare Lehre des Zweiten Vatikanischen Konzils von der Sendung der Bischöfe und damit der Ortskirche verlorengehen Kardinal Reinhard Marx wies darauf hin, dass es sich bei den beiden Vorträgen um eine Meinung gehandelt habe und nicht um einen Beschluss des Papstes. Beim Synodalen Weg würden Fragen aufgeworfen, und es werde mit theologischen Argumenten gearbeitet, doch wisse jeder in der katholischen Kirche in Deutschland, dass weltkirchliche Probleme nicht auf deutscher Ebene gelöst werden könnten.

## Kirchensteuer und weitere Einnahmen
Die römisch-katholische Kirche ist in Deutschland auf der Grundlage des Rechtsstatus der Körperschaft des öffentlichen Rechts organisiert a (siehe auch Parafiskus). Sie ist damit berechtigt, Kirchensteuer zu erheben. Die Einnahmen aus der Kirchensteuer machen nach Angaben der Deutschen Bischofskonferenz den Großteil der diözesanen Finanzhaushalte in Deutschland aus.
Weitere Einnahmen entstehen aus Überschüssen kirchlicher Unternehmen im Eigentum von Bistümern, aus Spenden, aus Vermögenserträgen und aus staatlichen Zuschüssen und weiteren Zuwendungen. Als Der Spiegel 2010 alle 27 deutschen Bistümer um Auskunft über ihren Vermögenshaushalt bat, verweigerten 25 die Auskunft.
Siehe auch
- Aachener Grund
- Aachener Siedlungs- und Wohnungsgesellschaft
- Katholischer Siedlungsdienst
- Kirchenfinanzierung
- Staatsleistungen

## Kirchenbauten
2006 gab es in Deutschland 24.500 katholische Kirchen.

## Engagement in Erziehung und Bildung
2023 waren 9.407 Kindertageseinrichtungen in katholischer Trägerschaft; hier wurden von 119.059 Mitarbeitenden rund 633.830 Kinder betreut. An den 904 katholischen Schulen in freier Trägerschaft, von Grundschulen bis Gymnasien, Berufsschulen und Internaten, lernen 359.500 Schülerinnen und Schüler. Katholischer Religionsunterricht, der in Deutschland nach Art. 7 Abs. 3 GG erteilt wird, wird von der katholischen Kirche ausgestaltet; katholischer Religionslehrerinnen und Religionslehrer bedürfen der Missio canonica. Im Bereich der Hochschulen gibt es elf Katholisch-Theologische Fakultäten, fünf diözesane Theologische Fakultäten und drei Ordenshochschulen sowie 34 Katholisch-Theologische Fakultäten, mit der Katholische Universität Eichstätt-Ingolstadt eine katholische Universität und fünf Katholische (Fach-)Hochschulen sowie mit der Hochschule für katholische Kirchenmusik und Musikpädagogik Regensburg und der Katholischen Hochschule für Kirchenmusik Rottenburg zwei kirchliche Hochschulen für katholische Kirchenmusik. Über 125 Katholische Hochschul- und Studierendengemeinden sowie Hochschulzentren sind 230 hauptamtliche Hochschulpfarrer für Studierende und Mitarbeitende der Hochschulen ansprechbar. Bei den Stipendienprogrammen sind das Cusanuswerk mit 2.475 geförderten Stipendiatinnen und Stipendiaten, der 1958 gegründete Katholische Akademischer Ausländerdienst (KAAD) für Postgraduierte und Wissenschaftlerinnen und Wissenschaftler aus Asien, Afrika, Lateinamerika, dem Nahen- und Mittleren Osten sowie Ost- und Südosteuropa, mit mehr als 326 Stipendiatinnen und Stipendiaten, sowie das Stipendienprogramm Albertus Magnus für ausländische Studierende der Theologie (postgraduale Studienförderung) mit 39 Geförderten zu nennen. Ferner ist die katholische Kirche in der Erwachsenenbildung, mit 24 Katholische Akademien im öffentlichen Diskurs und über katholische Archive in der Bildungsarbeit engagiert.